# Elezioni amministrative in Italia del 1970

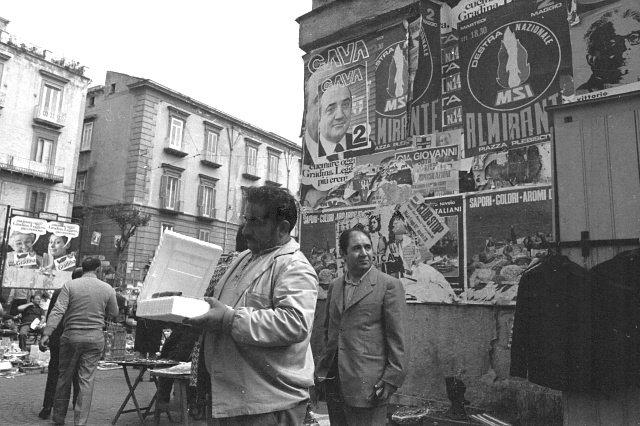
Manifesti elettorali a Napoli (24 maggio 1970)

Le elezioni amministrative in Italia del 1970 si tennero il 7 e l'8 giugno, contestualmente alle elezioni regionali.
Per quanto riguarda le elezioni comunali, furono chiamati al voto tutti i comuni capoluogo, eccetto Trieste, Genova, Ascoli Piceno, Roma, Bari, Foggia (andati alle urne in occasione delle amministrative del 1966), Belluno, Ravenna, Siena,  Ancona (amministrative del 1968), Bolzano, Trento, Frosinone e Matera (amministrative del 1969).
Per quanto riguarda le elezioni provinciali, furono chiamate al voto 88 province, comprese le province siciliane (per la prima volta dopo cinquant'anni). Non furono rinnovate le amministrazioni delle sole province di Ravenna, Roma e Foggia (andate alle urne in occasione delle amministrative del 1966), nonché quelle di Trento e Bolzano (regionali del 1968).

## Elezioni comunali

### Valle d'Aosta

#### Aosta
| Liste                                                   | Voti   | %     | Seggi |
| ------------------------------------------------------- | ------ | ----- | ----- |
| Civica (PCI)                                            | 5.976  | 26,29 | 11    |
| Democrazia Cristiana (DC)                               | 5.463  | 24,03 | 10    |
| Democratici Popolari (DP)                               | 2.735  | 12,03 | 5     |
| Partito Socialista Italiano (PSI)                       | 2.662  | 11,71 | 5     |
| Union Valdôtaine (UV)                                   | 1.950  | 8,58  | 3     |
| Partito Socialista Unitario (PSU)                       | 1.011  | 4,45  | 2     |
| Rassemblement Valdôtain (RV)                            | 719    | 3,16  | 1     |
| Movimento Sociale Italiano (MSI)                        | 609    | 2,68  | 1     |
| Partito Liberale Italiano (PLI)                         | 590    | 2,60  | 1     |
| Partito Repubblicano Italiano (PRI)                     | 518    | 2,28  | 1     |
| Partito Socialista Italiano di Unità Proletaria (PSIUP) | 499    | 2,20  | -     |
| Totale                                                  | 22.732 |       | 40    |

### Piemonte

#### Alessandria
| Liste                                                   | Voti   | %     | Seggi |
| ------------------------------------------------------- | ------ | ----- | ----- |
| Partito Comunista Italiano (PCI)                        | 23.153 | 33,85 | 15    |
| Democrazia Cristiana (DC)                               | 20.011 | 29,26 | 12    |
| Partito Socialista Italiano (PSI)                       | 9.878  | 14,44 | 6     |
| Partito Socialista Unitario (PSU)                       | 5.807  | 8,49  | 3     |
| Partito Liberale Italiano (PLI)                         | 3.192  | 4,67  | 2     |
| Partito Socialista Italiano di Unità Proletaria (PSIUP) | 2.701  | 3,95  | 1     |
| Movimento Sociale Italiano (MSI)                        | 2.438  | 3,56  | 1     |
| Partito Repubblicano Italiano (PRI)                     | 1.217  | 1,78  | -     |
| Totale                                                  | 68.397 |       | 40    |

#### Asti
| Liste                                                   | Voti   | %     | Seggi |
| ------------------------------------------------------- | ------ | ----- | ----- |
| Democrazia Cristiana (DC)                               | 18.519 | 38,59 | 17    |
| Partito Comunista Italiano (PCI)                        | 11.690 | 24,36 | 10    |
| Partito Socialista Unitario (PSU)                       | 4.853  | 10,13 | 4     |
| Partito Socialista Italiano (PSI)                       | 4.226  | 8,81  | 3     |
| Partito Liberale Italiano (PLI)                         | 2.779  | 5,79  | 2     |
| Partito Repubblicano Italiano (PRI)                     | 2.234  | 4,66  | 2     |
| Movimento Sociale Italiano (MSI)                        | 2.073  | 4,32  | 1     |
| Partito Socialista Italiano di Unità Proletaria (PSIUP) | 1.604  | 3,34  | 1     |
| Totale                                                  | 47.988 |       | 40    |

#### Cuneo
| Liste                                                   | Voti   | %     | Seggi |
| ------------------------------------------------------- | ------ | ----- | ----- |
| Democrazia Cristiana (DC)                               | 16.581 | 48,57 | 21    |
| Partito Socialista Italiano (PSI)                       | 3.922  | 11,49 | 5     |
| Partito Liberale Italiano (PLI)                         | 3.430  | 10,05 | 4     |
| Partito Repubblicano Italiano (PRI)                     | 3.077  | 9,01  | 4     |
| Partito Comunista Italiano (PCI)                        | 3.022  | 8,85  | 3     |
| Partito Socialista Unitario (PSU)                       | 2.716  | 7,96  | 3     |
| Partito Socialista Italiano di Unità Proletaria (PSIUP) | 707    | 2,07  | -     |
| Movimento Sociale Italiano (MSI)                        | 681    | 1,99  | -     |
| Totale                                                  | 34.136 |       | 40    |

#### Novara
| Liste                                                   | Voti   | %     | Seggi |
| ------------------------------------------------------- | ------ | ----- | ----- |
| Democrazia Cristiana (DC)                               | 20.340 | 31,24 | 13    |
| Partito Comunista Italiano (PCI)                        | 16.418 | 25,22 | 11    |
| Partito Socialista Italiano (PSI)                       | 10.402 | 15,98 | 6     |
| Partito Socialista Unitario (PSU)                       | 6.378  | 9,80  | 4     |
| Partito Liberale Italiano (PLI)                         | 4.532  | 6,96  | 3     |
| Movimento Sociale Italiano (MSI)                        | 2.682  | 4,12  | 1     |
| Partito Repubblicano Italiano (PRI)                     | 2.270  | 3,49  | 1     |
| Partito Socialista Italiano di Unità Proletaria (PSIUP) | 2.080  | 3,19  | 1     |
| Totale                                                  | 65.102 |       | 40    |

#### Torino
| Liste                                                    | Voti    | %     | Seggi |
| -------------------------------------------------------- | ------- | ----- | ----- |
| Partito Comunista Italiano (PCI)                         | 219.491 | 28,90 | 24    |
| Democrazia Cristiana (DC)                                | 211.419 | 27,89 | 23    |
| Partito Liberale Italiano (PLI)                          | 82.039  | 10,82 | 8     |
| Partito Socialista Italiano (PSI)                        | 79.724  | 10,52 | 8     |
| Partito Socialista Unitario (PSU)                        | 68.213  | 9,00  | 7     |
| Movimento Sociale Italiano (MSI)                         | 37.183  | 4,90  | 4     |
| Partito Repubblicano Italiano (PRI)                      | 30.489  | 4,02  | 3     |
| Partito Socialista Italiano di Unità Proletaria (PSIUP)  | 20.453  | 2,70  | 2     |
| Partito Democratico Italiano di Unità Monarchica (PDIUM) | 9.484   | 1,25  | 1     |
| Totale                                                   | 758.129 |       | 80    |

#### Vercelli
| Liste                                                   | Voti   | %     | Seggi |
| ------------------------------------------------------- | ------ | ----- | ----- |
| Democrazia Cristiana (DC)                               | 11.888 | 31,87 | 14    |
| Partito Comunista Italiano (PCI)                        | 11.827 | 31,70 | 14    |
| Partito Socialista Italiano (PSI)                       | 4.028  | 10,80 | 4     |
| Partito Liberale Italiano (PLI)                         | 2.632  | 7,05  | 3     |
| Partito Socialista Unitario (PSU)                       | 2.437  | 6,53  | 2     |
| Movimento Sociale Italiano (MSI)                        | 2.283  | 6,12  | 1     |
| Partito Repubblicano Italiano (PRI)                     | 1.207  | 3,24  | 1     |
| Partito Socialista Italiano di Unità Proletaria (PSIUP) | 1.005  | 2,69  | 1     |
| Totale                                                  | 37.307 |       | 40    |

### Lombardia

#### Bergamo
| Liste                                                   | Voti   | %     | Seggi |
| ------------------------------------------------------- | ------ | ----- | ----- |
| Democrazia Cristiana (DC)                               | 37.041 | 47,38 | 25    |
| Partito Socialista Unitario (PSU)                       | 7.662  | 9,80  | 5     |
| Partito Comunista Italiano (PCI)                        | 7.563  | 9,68  | 5     |
| Partito Liberale Italiano (PLI)                         | 7.177  | 9,18  | 4     |
| Movimento Sociale Italiano (MSI)                        | 7.088  | 9,07  | 4     |
| Partito Socialista Italiano (PSI)                       | 6.740  | 8,62  | 4     |
| Partito Repubblicano Italiano (PRI)                     | 2.818  | 3,60  | 1     |
| Partito Socialista Italiano di Unità Proletaria (PSIUP) | 2.087  | 2,67  | 1     |
| Totale                                                  | 78.176 |       | 50    |

#### Brescia
| Liste                                                   | Voti    | %     | Seggi |
| ------------------------------------------------------- | ------- | ----- | ----- |
| Democrazia Cristiana (DC)                               | 52.460  | 39,57 | 21    |
| Partito Comunista Italiano (PCI)                        | 26.131  | 19,71 | 10    |
| Partito Socialista Italiano (PSI)                       | 14.124  | 10,65 | 5     |
| Partito Socialista Unitario (PSU)                       | 12.469  | 9,40  | 4     |
| Partito Liberale Italiano (PLI)                         | 9.992   | 7,54  | 4     |
| Movimento Sociale Italiano (MSI)                        | 7.712   | 5,82  | 3     |
| Partito Socialista Italiano di Unità Proletaria (PSIUP) | 5.305   | 4,00  | 2     |
| Partito Repubblicano Italiano (PRI)                     | 4.393   | 3,31  | 1     |
| Totale                                                  | 132.586 |       | 50    |

#### Como
| Liste                                                   | Voti   | %     | Seggi |
| ------------------------------------------------------- | ------ | ----- | ----- |
| Democrazia Cristiana (DC)                               | 25.917 | 41,93 | 18    |
| Partito Comunista Italiano (PCI)                        | 8.112  | 13,12 | 5     |
| Partito Liberale Italiano (PLI)                         | 6.413  | 10,37 | 4     |
| Partito Socialista Italiano (PSI)                       | 5.870  | 9,50  | 4     |
| Partito Socialista Unitario (PSU)                       | 5.727  | 9,26  | 4     |
| Movimento Sociale Italiano (MSI)                        | 5.039  | 8,15  | 2     |
| Partito Socialista Italiano di Unità Proletaria (PSIUP) | 2.757  | 4,46  | 2     |
| Partito Repubblicano Italiano (PRI)                     | 1.982  | 3,21  | 1     |
| Totale                                                  | 61.817 |       | 40    |

#### Cremona
| Liste                                                    | Voti   | %     | Seggi |
| -------------------------------------------------------- | ------ | ----- | ----- |
| Democrazia Cristiana (DC)                                | 19.625 | 34,85 | 15    |
| Partito Comunista Italiano (PCI)                         | 15.658 | 27,81 | 12    |
| Partito Socialista Italiano (PSI)                        | 8.530  | 15,15 | 6     |
| Partito Liberale Italiano (PLI)                          | 3.096  | 5,50  | 2     |
| Partito Socialista Unitario (PSU)                        | 2.881  | 5,12  | 2     |
| Movimento Sociale Italiano (MSI)                         | 2.536  | 4,50  | 1     |
| Partito Repubblicano Italiano (PRI)                      | 2.065  | 3,67  | 1     |
| Partito Socialista Italiano di Unità Proletaria (PSIUP)  | 1.486  | 2,64  | 1     |
| Partito Democratico Italiano di Unità Monarchica (PDIUM) | 436    | 0,77  | -     |
| Totale                                                   | 56.313 |       | 40    |

#### Mantova
| Liste                                                   | Voti   | %     | Seggi |
| ------------------------------------------------------- | ------ | ----- | ----- |
| Partito Comunista Italiano (PCI)                        | 13.316 | 29,62 | 13    |
| Democrazia Cristiana (DC)                               | 12.031 | 26,76 | 11    |
| Partito Socialista Italiano (PSI)                       | 7.873  | 17,51 | 7     |
| Partito Socialista Unitario (PSU)                       | 3.275  | 7,28  | 3     |
| Movimento Sociale Italiano (MSI)                        | 2.944  | 6,55  | 2     |
| Partito Liberale Italiano (PLI)                         | 2.417  | 5,38  | 2     |
| Partito Socialista Italiano di Unità Proletaria (PSIUP) | 1.701  | 3,78  | 1     |
| Partito Repubblicano Italiano (PRI)                     | 1.403  | 3,12  | 1     |
| Totale                                                  | 44.960 |       | 40    |

#### Milano
| Liste                                                    | Voti      | %     | Seggi |
| -------------------------------------------------------- | --------- | ----- | ----- |
| Democrazia Cristiana (DC)                                | 291.902   | 26,26 | 22    |
| Partito Comunista Italiano (PCI)                         | 254.069   | 22,85 | 19    |
| Partito Socialista Italiano (PSI)                        | 157.200   | 14,14 | 12    |
| Partito Liberale Italiano (PLI)                          | 123.083   | 11,07 | 9     |
| Partito Socialista Unitario (PSU)                        | 116.202   | 10,45 | 8     |
| Movimento Sociale Italiano (MSI)                         | 65.158    | 5,86  | 4     |
| Partito Repubblicano Italiano (PRI)                      | 53.745    | 4,83  | 4     |
| Partito Socialista Italiano di Unità Proletaria (PSIUP)  | 33.126    | 2,98  | 2     |
| Partito Democratico Italiano di Unità Monarchica (PDIUM) | 9.237     | 0,83  | -     |
| Altri                                                    | 8.009     | 0,72  | -     |
| Totale                                                   | 1.111.731 |       | 80    |

#### Pavia
| Liste                                                   | Voti   | %     | Seggi |
| ------------------------------------------------------- | ------ | ----- | ----- |
| Democrazia Cristiana (DC)                               | 16.985 | 29,08 | 12    |
| Partito Comunista Italiano (PCI)                        | 16.619 | 28,46 | 12    |
| Partito Socialista Italiano (PSI)                       | 7.389  | 12,65 | 5     |
| Partito Socialista Unitario (PSU)                       | 5.795  | 9,92  | 4     |
| Partito Liberale Italiano (PLI)                         | 4.947  | 8,47  | 3     |
| Movimento Sociale Italiano (MSI)                        | 2.778  | 4,76  | 2     |
| Partito Repubblicano Italiano (PRI)                     | 2.044  | 3,50  | 1     |
| Partito Socialista Italiano di Unità Proletaria (PSIUP) | 1.841  | 3,15  | 1     |
| Totale                                                  | 58.398 |       | 40    |

#### Sondrio
| Liste                                                   | Voti   | %     | Seggi |
| ------------------------------------------------------- | ------ | ----- | ----- |
| Democrazia Cristiana (DC)                               | 5.413  | 42,26 | 17    |
| Partito Socialista Italiano (PSI)                       | 2.436  | 19,02 | 8     |
| Partito Socialista Unitario (PSU)                       | 1.358  | 10,60 | 4     |
| Partito Liberale Italiano (PLI)                         | 1.295  | 10,11 | 4     |
| Partito Comunista Italiano (PCI)                        | 1.231  | 9,61  | 4     |
| Movimento Sociale Italiano                              | 382    | 2,98  | 1     |
| Partito Socialista Italiano di Unità Proletaria (PSIUP) | 365    | 2,85  | 1     |
| Partito Repubblicano Italiano                           | 330    | 2,58  | 1     |
| Totale                                                  | 12.810 |       | 40    |

#### Varese
| Liste                                                   | Voti   | %     | Seggi |
| ------------------------------------------------------- | ------ | ----- | ----- |
| Democrazia Cristiana (DC)                               | 21.103 | 40,90 | 18    |
| Partito Comunista Italiano (PCI)                        | 8.173  | 15,84 | 6     |
| Partito Socialista Italiano (PSI)                       | 6.565  | 12,73 | 5     |
| Partito Liberale Italiano (PLI)                         | 4.596  | 8,91  | 3     |
| Partito Socialista Unitario (PSU)                       | 3.861  | 7,49  | 3     |
| Movimento Sociale Italiano (MSI)                        | 3.190  | 6,18  | 2     |
| Partito Repubblicano Italiano (PRI)                     | 2.343  | 4,54  | 2     |
| Partito Socialista Italiano di Unità Proletaria (PSIUP) | 1.761  | 3,41  | 1     |
| Totale                                                  | 51.592 |       | 40    |

### Veneto

#### Padova
| Liste                                                   | Voti    | %     | Seggi |
| ------------------------------------------------------- | ------- | ----- | ----- |
| Democrazia Cristiana (DC)                               | 63.171  | 43,84 | 23    |
| Partito Comunista Italiano (PCI)                        | 24.671  | 17,12 | 9     |
| Partito Socialista Unitario (PSU)                       | 12.135  | 8,42  | 4     |
| Partito Socialista Italiano (PSI)                       | 12.129  | 8,42  | 4     |
| Partito Liberale Italiano (PLI)                         | 12.073  | 8,38  | 4     |
| Movimento Sociale Italiano (MSI)                        | 8.714   | 6,05  | 3     |
| Partito Repubblicano Italiano (PRI)                     | 5.542   | 3,84  | 2     |
| Partito Socialista Italiano di Unità Proletaria (PSIUP) | 4.751   | 3,29  | 1     |
| Partito Comunista Marxista-Leninista                    | 897     | 0,62  | -     |
| Totale                                                  | 144.083 |       | 50    |

#### Rovigo
| Liste                                                   | Voti   | %     | Seggi |
| ------------------------------------------------------- | ------ | ----- | ----- |
| Democrazia Cristiana (DC)                               | 12.492 | 41,49 | 18    |
| Partito Comunista Italiano (PCI)                        | 7.579  | 25,17 | 11    |
| Partito Socialista Italiano (PSI)                       | 3.223  | 10,71 | 4     |
| Partito Socialista Unitario (PSU)                       | 2.932  | 9,74  | 4     |
| Movimento Sociale Italiano (MSI)                        | 1.615  | 5,36  | 2     |
| Partito Liberale Italiano (PLI)                         | 1.123  | 3,73  | 1     |
| Partito Socialista Italiano di Unità Proletaria (PSIUP) | 630    | 2,09  | -     |
| Partito Repubblicano Italiano (PRI)                     | 513    | 1,70  | -     |
| Totale                                                  | 30.107 |       | 40    |

#### Treviso
| Liste                                                   | Voti   | %     | Seggi |
| ------------------------------------------------------- | ------ | ----- | ----- |
| Democrazia Cristiana (DC)                               | 24.113 | 42,66 | 18    |
| Partito Socialista Unitario (PSU)                       | 7.781  | 13,77 | 5     |
| Partito Comunista Italiano (PCI)                        | 6.920  | 12,24 | 5     |
| Partito Socialista Italiano (PSI)                       | 5.798  | 10,26 | 4     |
| Partito Liberale Italiano (PLI)                         | 4.406  | 7,80  | 3     |
| Partito Repubblicano Italiano (PRI)                     | 3.084  | 5,46  | 2     |
| Movimento Sociale Italiano (MSI)                        | 2.963  | 5,24  | 2     |
| Partito Socialista Italiano di Unità Proletaria (PSIUP) | 1.453  | 2,57  | 1     |
| Totale                                                  | 56.518 |       | 40    |

#### Venezia
| Liste                                                    | Voti    | %     | Seggi |
| -------------------------------------------------------- | ------- | ----- | ----- |
| Democrazia Cristiana (DC)                                | 74.061  | 31,66 | 21    |
| Partito Comunista Italiano (PCI)                         | 62.274  | 26,62 | 17    |
| Partito Socialista Italiano (PSI)                        | 27.324  | 11,68 | 7     |
| Partito Socialista Unitario (PSU)                        | 18.745  | 8,01  | 5     |
| Partito Liberale Italiano (PLI)                          | 13.114  | 5,61  | 3     |
| Partito Socialista Italiano di Unità Proletaria (PSIUP)  | 10.212  | 4,37  | 2     |
| Movimento Sociale Italiano (MSI)                         | 9.715   | 4,15  | 2     |
| Partito Repubblicano Italiano (PRI)                      | 8.114   | 3,47  | 2     |
| Lista Terraferma                                         | 7.023   | 3,00  | 1     |
| Socialdemocrazia                                         | 2.206   | 0,94  | 1     |
| Partito Democratico Italiano di Unità Monarchica (PDIUM) | 1.130   | 0,48  | -     |
| Totale                                                   | 233.918 |       | 60    |

#### Verona
| Liste                                                   | Voti    | %     | Seggi |
| ------------------------------------------------------- | ------- | ----- | ----- |
| Democrazia Cristiana (DC)                               | 76.958  | 45,75 | 24    |
| Partito Comunista Italiano (PCI)                        | 24.115  | 14,33 | 7     |
| Partito Socialista Italiano (PSI)                       | 22.882  | 13,60 | 7     |
| Partito Socialista Unitario (PSU)                       | 14.894  | 8,85  | 4     |
| Partito Liberale Italiano (PLI)                         | 9.851   | 5,85  | 3     |
| Movimento Sociale Italiano (MSI)                        | 8.820   | 5,24  | 2     |
| Partito Socialista Italiano di Unità Proletaria (PSIUP) | 6.741   | 4,01  | 2     |
| Partito Repubblicano Italiano (PRI)                     | 3.980   | 2,37  | 1     |
| Totale                                                  | 168.241 |       | 50    |

#### Vicenza
| Liste                                                   | Voti   | %     | Seggi |
| ------------------------------------------------------- | ------ | ----- | ----- |
| Democrazia Cristiana (DC)                               | 36.371 | 50,14 | 22    |
| Partito Comunista Italiano (PCI)                        | 8.066  | 11,12 | 4     |
| Partito Socialista Italiano (PSI)                       | 7.568  | 10,43 | 4     |
| Partito Socialista Unitario (PSU)                       | 5.854  | 8,07  | 3     |
| Partito Liberale Italiano (PLI)                         | 5.812  | 8,01  | 3     |
| Movimento Sociale Italiano (MSI)                        | 4.348  | 5,99  | 2     |
| Partito Repubblicano Italiano (PRI)                     | 2.512  | 3,40  | 1     |
| Partito Socialista Italiano di Unità Proletaria (PSIUP) | 2.014  | 2,78  | 1     |
| Totale                                                  | 72.545 |       | 40    |

### Liguria

#### Imperia
| Liste                                                   | Voti   | %     | Seggi |
| ------------------------------------------------------- | ------ | ----- | ----- |
| Democrazia Cristiana (DC)                               | 10.510 | 40,22 | 17    |
| Partito Comunista Italiano (PCI)                        | 6.703  | 25,65 | 11    |
| Partito Socialista Unitario (PSU)                       | 2.913  | 11,15 | 4     |
| Partito Socialista Italiano (PSI)                       | 2.652  | 10,15 | 4     |
| Partito Liberale Italiano (PLI)                         | 1.819  | 6,06  | 2     |
| Partito Repubblicano Italiano (PRI)                     | 843    | 3,22  | 1     |
| Partito Socialista Italiano di Unità Proletaria (PSIUP) | 692    | 2,65  | 1     |
| Totale                                                  | 26.132 |       | 40    |

#### La Spezia
| Liste                                                   | Voti   | %     | Seggi |
| ------------------------------------------------------- | ------ | ----- | ----- |
| Partito Comunista Italiano (PCI)                        | 30.914 | 35,91 | 19    |
| Democrazia Cristiana (DC)                               | 27.161 | 31,55 | 16    |
| Partito Socialista Italiano (PSI)                       | 8.568  | 9,95  | 5     |
| Partito Socialista Democratico Italiano (PSDI)          | 5.828  | 6,77  | 3     |
| Partito Liberale Italiano (PLI)                         | 4.328  | 5,03  | 2     |
| Partito Repubblicano Italiano (PRI)                     | 3.772  | 4,38  | 2     |
| Movimento Sociale Italiano (MSI)                        | 3.486  | 4,05  | 2     |
| Partito Socialista Italiano di Unità Proletaria (PSIUP) | 2.038  | 2,37  | 1     |
| Totale                                                  | 86.095 |       | 50    |

#### Savona
| Liste                                                   | Voti   | %     | Seggi |
| ------------------------------------------------------- | ------ | ----- | ----- |
| Partito Comunista Italiano (PCI)                        | 20.058 | 37,21 | 16    |
| Democrazia Cristiana (DC)                               | 14.066 | 26,10 | 11    |
| Partito Socialista Italiano (PSI)                       | 7.047  | 13,08 | 5     |
| Partito Socialista Unitario (PSU)                       | 3.815  | 7,08  | 3     |
| Partito Liberale Italiano (PLI)                         | 3.314  | 6,15  | 2     |
| Partito Repubblicano Italiano (PRI)                     | 2.149  | 3,99  | 1     |
| Partito Socialista Italiano di Unità Proletaria (PSIUP) | 1.911  | 3,55  | 1     |
| Movimento Sociale Italiano (MSI)                        | 1.532  | 2,84  | 1     |
| Totale                                                  | 53.892 |       | 40    |

### Emilia-Romagna

#### Bologna
| Liste                                                    | Voti    | %     | Seggi |
| -------------------------------------------------------- | ------- | ----- | ----- |
| Partito Comunista Italiano                               | 149.339 | 42,54 | 27    |
| Democrazia Cristiana (DC)                                | 74.956  | 21,35 | 14    |
| Partito Socialista Unitario (PSU)                        | 36.852  | 10,50 | 6     |
| Partito Socialista Italiano (PSI)                        | 26.462  | 7,54  | 4     |
| Partito Liberale Italiano (PLI)                          | 25.493  | 7,26  | 4     |
| Movimento Sociale Italiano (MSI)                         | 15.633  | 4,45  | 2     |
| Partito Socialista Italiano di Unità Proletaria (PSIUP)  | 11.545  | 3,29  | 2     |
| Partito Repubblicano Italiano (PRI)                      | 9.347   | 2,66  | 1     |
| Partito Democratico Italiano di Unità Monarchica (PDIUM) | 1.411   | 0,40  | -     |
| Totale                                                   | 351.038 |       | 60    |

#### Ferrara
| Liste                                                   | Voti    | %     | Seggi |
| ------------------------------------------------------- | ------- | ----- | ----- |
| Partito Comunista Italiano (PCI)                        | 48.457  | 44,99 | 24    |
| Democrazia Cristiana (DC)                               | 21.826  | 20,26 | 10    |
| Partito Socialista Unitario (PSU)                       | 11.000  | 10,21 | 5     |
| Partito Socialista Italiano (PSI)                       | 10.299  | 9,56  | 5     |
| Partito Liberale Italiano (PLI)                         | 5.462   | 5,07  | 2     |
| Movimento Sociale Italiano (MSI)                        | 4.780   | 4,44  | 2     |
| Partito Socialista Italiano di Unità Proletaria (PSIUP) | 3.877   | 3,60  | 2     |
| Partito Repubblicano Italiano (PRI)                     | 2.016   | 1,87  | 1     |
| Totale                                                  | 107.717 |       | 50    |

#### Forlì
| Liste                                                   | Voti   | %     | Seggi |
| ------------------------------------------------------- | ------ | ----- | ----- |
| Partito Comunista Italiano (PCI)                        | 30.056 | 42,16 | 18    |
| Partito Repubblicano Italiano (PRI)                     | 15.021 | 21,07 | 9     |
| Democrazia Cristiana (DC)                               | 13.126 | 18,41 | 7     |
| Partito Socialista Italiano (PSI)                       | 4.064  | 5,70  | 2     |
| Movimento Sociale Italiano (MSI)                        | 2.955  | 4,15  | 1     |
| Partito Socialista Unitario (PSU)                       | 2.320  | 3,25  | 1     |
| Partito Socialista Italiano di Unità Proletaria (PSIUP) | 1.968  | 2,76  | 1     |
| Partito Liberale Italiano (PLI)                         | 1.772  | 2,49  | 1     |
| Totale                                                  | 71.282 |       | 40    |

#### Modena
| Liste                                                   | Voti    | %     | Seggi |
| ------------------------------------------------------- | ------- | ----- | ----- |
| Partito Comunista Italiano (PCI)                        | 55.734  | 47,95 | 26    |
| Democrazia Cristiana (DC)                               | 27.663  | 23,80 | 12    |
| Partito Socialista Unitario (PSU)                       | 10.062  | 8,66  | 4     |
| Partito Socialista Italiano (PSI)                       | 7.610   | 6,55  | 3     |
| Partito Liberale Italiano (PLI)                         | 5.092   | 4,38  | 2     |
| Partito Socialista Italiano di Unità Proletaria (PSIUP) | 4.520   | 3,89  | 2     |
| Movimento Sociale Italiano (MSI)                        | 3.445   | 2,96  | 1     |
| Partito Repubblicano Italiano (PRI)                     | 2.107   | 1,81  | -     |
| Totale                                                  | 116.233 |       | 50    |

#### Parma
| Liste                                                    | Voti    | %     | Seggi |
| -------------------------------------------------------- | ------- | ----- | ----- |
| Partito Comunista Italiano (PCI)                         | 44.438  | 37,14 | 19    |
| Democrazia Cristiana (DC)                                | 31.406  | 26,25 | 14    |
| Partito Socialista Italiano (PSI)                        | 16.551  | 13,83 | 7     |
| Partito Socialista Unitario (PSU)                        | 9.777   | 8,17  | 4     |
| Partito Liberale Italiano (PLI)                          | 6.516   | 5,45  | 2     |
| Movimento Sociale Italiano (MSI)                         | 4.522   | 3,78  | 2     |
| Partito Socialista Italiano di Unità Proletaria (PSIUP)  | 3.173   | 2,65  | 1     |
| Partito Repubblicano Italiano (PRI)                      | 2.654   | 2,22  | 1     |
| Partito Democratico Italiano di Unità Monarchica (PDIUM) | 602     | 0,50  | -     |
| Totale                                                   | 119.639 |       | 50    |

#### Piacenza
| Liste                                                    | Voti   | %     | Seggi |
| -------------------------------------------------------- | ------ | ----- | ----- |
| Partito Comunista Italiano (PCI)                         | 21.774 | 30,77 | 13    |
| Democrazia Cristiana (DC)                                | 19.968 | 28,21 | 12    |
| Partito Socialista Unitario (PSU)                        | 8.402  | 11,87 | 5     |
| Partito Socialista Italiano (PSI)                        | 8.145  | 11,51 | 5     |
| Partito Liberale Italiano (PLI)                          | 5.185  | 7,33  | 3     |
| Partito Socialista Italiano di Unità Proletaria (PSIUP)  | 2.840  | 4,01  | 1     |
| Movimento Sociale Italiano (MSI)                         | 2.698  | 3,81  | 1     |
| Partito Repubblicano Italiano (PRI)                      | 1.363  | 1,93  | -     |
| Partito Democratico Italiano di Unità Monarchica (PDIUM) | 400    | 0,57  | -     |
| Totale                                                   | 70.775 |       | 40    |

#### Reggio Emilia
| Liste                                                    | Voti   | %     | Seggi |
| -------------------------------------------------------- | ------ | ----- | ----- |
| Partito Comunista Italiano (PCI)                         | 42.237 | 47,06 | 25    |
| Democrazia Cristiana (DC)                                | 21.537 | 24,00 | 13    |
| Partito Socialista Unitario (PSU)                        | 7.781  | 8,67  | 4     |
| Partito Socialista Italiano (PSI)                        | 6.169  | 6,87  | 3     |
| Partito Socialista Italiano di Unità Proletaria (PSIUP)  | 4.021  | 4,48  | 2     |
| Partito Liberale Italiano (PLI)                          | 3.757  | 4,19  | 2     |
| Movimento Sociale Italiano (MSI)                         | 2.996  | 3,34  | 1     |
| Partito Repubblicano Italiano (PRI)                      | 1.017  | 1,13  | -     |
| Partito Democratico Italiano di Unità Monarchica (PDIUM) | 241    | 0,27  | -     |
| Totale                                                   | 89.756 |       | 50    |

### Toscana

#### Arezzo
| Liste                                                   | Voti   | %     | Seggi |
| ------------------------------------------------------- | ------ | ----- | ----- |
| Partito Comunista Italiano (PCI)                        | 21.652 | 38,37 | 16    |
| Democrazia Cristiana (DC)                               | 19.557 | 34,65 | 14    |
| Partito Socialista Italiano (PSI)                       | 5.410  | 9,59  | 4     |
| Movimento Sociale Italiano (MSI)                        | 3.004  | 5,32  | 2     |
| Partito Socialista Unitario (PSU)                       | 2.762  | 4,89  | 2     |
| Partito Socialista Italiano di Unità Proletaria (PSIUP) | 2.223  | 3,94  | 1     |
| Partito Liberale Italiano (PLI)                         | 1.350  | 2,39  | 1     |
| Partito Repubblicano Italiano (PRI)                     | 476    | 0,84  | -     |
| Totale                                                  | 56.434 |       | 40    |

#### Firenze
| Liste                                                    | Voti    | %     | Seggi |
| -------------------------------------------------------- | ------- | ----- | ----- |
| Partito Comunista Italiano (PCI)                         | 110.928 | 35,01 | 22    |
| Democrazia Cristiana (DC)                                | 95.272  | 30,07 | 19    |
| Partito Socialista Unitario (PSU)                        | 33.617  | 10,61 | 6     |
| Partito Socialista Italiano (PSI)                        | 30.011  | 9,47  | 5     |
| Partito Liberale Italiano (PLI)                          | 17.330  | 5,47  | 3     |
| Movimento Sociale Italiano (MSI)                         | 15.151  | 4,78  | 3     |
| Partito Socialista Italiano di Unità Proletaria (PSIUP)  | 6.816   | 2,15  | 1     |
| Partito Repubblicano Italiano (PRI)                      | 6.320   | 1,99  | 1     |
| Partito Democratico Italiano di Unità Monarchica (PDIUM) | 1.418   | 0,45  | -     |
| Totale                                                   | 316.863 |       | 60    |

#### Grosseto
| Liste                                                   | Voti   | %     | Seggi |
| ------------------------------------------------------- | ------ | ----- | ----- |
| Partito Comunista Italiano (PCI)                        | 15.796 | 39,18 | 17    |
| Democrazia Cristiana (DC)                               | 9.252  | 22,95 | 10    |
| Partito Socialista Italiano (PSI)                       | 4.369  | 10,84 | 4     |
| Movimento Sociale Italiano (MSI)                        | 2.419  | 6,00  | 2     |
| Partito Socialista Unitario (PSU)                       | 3.575  | 8,87  | 3     |
| Partito Liberale Italiano (PLI)                         | 1.482  | 3,68  | 1     |
| Partito Repubblicano Italiano (PRI)                     | 2.510  | 6,23  | 2     |
| Partito Socialista Italiano di Unità Proletaria (PSIUP) | 917    | 2,27  | 1     |
| Totale                                                  | 40.320 |       | 40    |

#### Livorno
| Liste                                                   | Voti    | %     | Seggi |
| ------------------------------------------------------- | ------- | ----- | ----- |
| Partito Comunista Italiano (PCI)                        | 53.046  | 45,97 | 24    |
| Democrazia Cristiana (DC)                               | 27.624  | 23,94 | 12    |
| Partito Socialista Italiano (PSI)                       | 9.176   | 7,95  | 4     |
| Partito Socialista Unitario (PSU)                       | 7.501   | 6,50  | 3     |
| Movimento Sociale Italiano (MSI)                        | 4.916   | 4,26  | 2     |
| Partito Socialista Italiano di Unità Proletaria (PSIUP) | 4.714   | 4,08  | 2     |
| Partito Repubblicano Italiano (PRI)                     | 4.383   | 3,80  | 2     |
| Partito Liberale Italiano (PLI)                         | 4.042   | 3,50  | 1     |
| Totale                                                  | 115.402 |       | 50    |

#### Lucca
| Liste                                                   | Voti   | %     | Seggi |
| ------------------------------------------------------- | ------ | ----- | ----- |
| Democrazia Cristiana (DC)                               | 30.405 | 50,70 | 22    |
| Partito Comunista Italiano (PCI)                        | 9.603  | 16,01 | 7     |
| Partito Socialista Unitario (PSU)                       | 5.446  | 9,08  | 3     |
| Partito Socialista Italiano (PSI)                       | 5.430  | 9,06  | 3     |
| Movimento Sociale Italiano (MSI)                        | 3.441  | 5,74  | 2     |
| Partito Liberale Italiano (PLI)                         | 2.813  | 4,69  | 2     |
| Partito Repubblicano Italiano (PRI)                     | 1.656  | 2,76  | 1     |
| Partito Socialista Italiano di Unità Proletaria (PSIUP) | 1.172  | 1,95  | -     |
| Totale                                                  | 59.966 |       | 40    |

#### Massa
| Liste                                                   | Voti   | %     | Seggi |
| ------------------------------------------------------- | ------ | ----- | ----- |
| Democrazia Cristiana (DC)                               | 12.541 | 32,27 | 14    |
| Partito Comunista Italiano (PCI)                        | 8.417  | 21,66 | 9     |
| Partito Socialista Unitario (PSU)                       | 5.820  | 14,97 | 6     |
| Partito Socialista Italiano (PSI)                       | 5.017  | 12,91 | 5     |
| Partito Repubblicano Italiano (PRI)                     | 2.906  | 7,48  | 3     |
| Movimento Sociale Italiano (MSI)                        | 1.805  | 4,64  | 2     |
| Partito Socialista Italiano di Unità Proletaria (PSIUP) | 1.587  | 4,08  | 1     |
| Partito Liberale Italiano (PLI)                         | 774    | 1,99  | -     |
| Totale                                                  | 38.867 |       | 40    |

#### Pisa
| Liste                                                   | Voti   | %     | Seggi |
| ------------------------------------------------------- | ------ | ----- | ----- |
| Partito Comunista Italiano (PCI)                        | 23.605 | 33,73 | 14    |
| Democrazia Cristiana (DC)                               | 19.739 | 28,21 | 12    |
| Partito Socialista Italiano (PSI)                       | 7.290  | 10,42 | 4     |
| Movimento Sociale Italiano (MSI)                        | 6.956  | 9,94  | 4     |
| Partito Socialista Unitario (PSU)                       | 5.715  | 8,17  | 3     |
| Partito Repubblicano Italiano (PRI)                     | 2.642  | 3,77  | 1     |
| Partito Liberale Italiano (PLI)                         | 2.406  | 3,44  | 1     |
| Partito Socialista Italiano di Unità Proletaria (PSIUP) | 1.625  | 2,32  | 1     |
| Totale                                                  | 69.978 |       | 40    |

#### Pistoia
| Liste                                                   | Voti   | %     | Seggi |
| ------------------------------------------------------- | ------ | ----- | ----- |
| Partito Comunista Italiano (PCI)                        | 27.338 | 44,09 | 19    |
| Democrazia Cristiana (DC)                               | 18.006 | 29,04 | 12    |
| Partito Socialista Italiano (PSI)                       | 5.481  | 8,84  | 3     |
| Partito Socialista Unitario (PSU)                       | 4.598  | 7,41  | 3     |
| Movimento Sociale Italiano (MSI)                        | 1.972  | 3,18  | 1     |
| Partito Liberale Italiano (PLI)                         | 1.785  | 2,88  | 1     |
| Partito Repubblicano Italiano (PRI)                     | 1.468  | 2,37  | 1     |
| Partito Socialista Italiano di Unità Proletaria (PSIUP) | 1.363  | 2,20  | -     |
| Totale                                                  | 62.011 |       | 40    |

### Umbria

#### Perugia
| Liste                                                   | Voti   | %     | Seggi |
| ------------------------------------------------------- | ------ | ----- | ----- |
| Partito Comunista Italiano (PCI)                        | 34.098 | 40,35 | 21    |
| Democrazia Cristiana (DC)                               | 23.720 | 28,07 | 15    |
| Partito Socialista Italiano (PSI)                       | 9.562  | 11,31 | 6     |
| Partito Socialista Unitario (PSU)                       | 5.857  | 6,93  | 3     |
| Movimento Sociale Italiano (MSI)                        | 4.590  | 5,43  | 2     |
| Partito Socialista Italiano di Unità Proletaria (PSIUP) | 2.769  | 3,28  | 1     |
| Partito Liberale Italiano (PLI)                         | 1.981  | 2,34  | 1     |
| Partito Repubblicano Italiano (PRI)                     | 1.939  | 2,29  | 1     |
| Totale                                                  | 84.516 |       | 50    |

#### Terni
| Liste                                                   | Voti   | %     | Seggi |
| ------------------------------------------------------- | ------ | ----- | ----- |
| Partito Comunista Italiano (PCI)                        | 29.813 | 42,20 | 18    |
| Democrazia Cristiana (DC)                               | 15.983 | 22,62 | 9     |
| Partito Socialista Italiano (PSI)                       | 7.675  | 10,86 | 4     |
| Movimento Sociale Italiano (MSI)                        | 5.676  | 8,03  | 3     |
| Partito Socialista Unitario (PSU)                       | 4.123  | 5,84  | 2     |
| Partito Socialista Italiano di Unità Proletaria (PSIUP) | 3.287  | 4,65  | 2     |
| Partito Repubblicano Italiano (PRI)                     | 2.366  | 3,35  | 1     |
| Partito Liberale Italiano (PLI)                         | 1.726  | 2,44  | 1     |
| Totale                                                  | 70.649 |       | 40    |

### Marche

#### Macerata
| Liste                                                   | Voti   | %     | Seggi |
| ------------------------------------------------------- | ------ | ----- | ----- |
| Democrazia Cristiana (DC)                               | 12.276 | 45,01 | 19    |
| Partito Comunista Italiano (PCI)                        | 4.553  | 16,69 | 7     |
| Partito Socialista Unitario (PSU)                       | 2.679  | 9,82  | 4     |
| Partito Socialista Italiano (PSI)                       | 2.175  | 7,97  | 3     |
| Partito Repubblicano Italiano (PRI)                     | 2.121  | 7,78  | 3     |
| Movimento Sociale Italiano (MSI)                        | 1.560  | 5,72  | 2     |
| Partito Liberale Italiano (PLI)                         | 1.071  | 3,93  | 1     |
| Partito Socialista Italiano di Unità Proletaria (PSIUP) | 839    | 3,08  | 1     |
| Totale                                                  | 27.274 |       | 40    |

#### Pesaro
| Liste                                                   | Voti   | %     | Seggi |
| ------------------------------------------------------- | ------ | ----- | ----- |
| Partito Comunista Italiano (PCI)                        | 21.379 | 41,21 | 18    |
| Democrazia Cristiana (DC)                               | 14.846 | 28,62 | 12    |
| Partito Socialista Italiano (PSI)                       | 4.031  | 7,77  | 3     |
| Partito Socialista Unitario (PSU)                       | 3.388  | 6,53  | 2     |
| Partito Socialista Italiano di Unità Proletaria (PSIUP) | 2.878  | 5,55  | 2     |
| Movimento Sociale Italiano (MSI)                        | 1.741  | 3,36  | 1     |
| Partito Repubblicano Italiano (PRI)                     | 1.428  | 2,75  | 1     |
| Partito Liberale Italiano (PLI)                         | 1.396  | 2,69  | 1     |
| Altri                                                   | 790    | 1,52  | -     |
| Totale                                                  | 51.877 |       | 40    |

### Lazio

#### Latina
| Liste                                                   | Voti   | %     | Seggi |
| ------------------------------------------------------- | ------ | ----- | ----- |
| Democrazia Cristiana (DC)                               | 18.014 | 45,64 | 20    |
| Movimento Sociale Italiano (MSI)                        | 5.754  | 14,58 | 6     |
| Partito Comunista Italiano (PCI)                        | 4.374  | 11,08 | 4     |
| Partito Socialista Italiano (PSI)                       | 3.634  | 9,21  | 4     |
| Partito Socialista Unitario (PSU)                       | 3.371  | 8,54  | 3     |
| Partito Repubblicano Italiano (PRI)                     | 1.838  | 4,66  | 2     |
| Partito Liberale Italiano (PLI)                         | 1.775  | 4,50  | 1     |
| Partito Socialista Italiano di Unità Proletaria (PSIUP) | 711    | 1,80  | -     |
| Totale                                                  | 39.471 |       | 40    |

#### Rieti
| Liste                                                   | Voti   | %     | Seggi |
| ------------------------------------------------------- | ------ | ----- | ----- |
| Democrazia Cristiana (DC)                               | 8.479  | 35,59 | 15    |
| Partito Comunista Italiano (PCI)                        | 4.705  | 19,75 | 8     |
| Partito Socialista Italiano (PSI)                       | 4.686  | 19,67 | 8     |
| Movimento Sociale Italiano (MSI)                        | 1.961  | 8,23  | 3     |
| Partito Repubblicano Italiano (PRI)                     | 1.223  | 5,13  | 2     |
| Partito Socialista Unitario (PSU)                       | 1.203  | 5,05  | 2     |
| Partito Liberale Italiano (PLI)                         | 863    | 3,62  | 1     |
| Partito Socialista Italiano di Unità Proletaria (PSIUP) | 701    | 2,94  | 1     |
| Totale                                                  | 23.821 |       | 40    |

#### Viterbo
| Liste                                                   | Voti   | %     | Seggi |
| ------------------------------------------------------- | ------ | ----- | ----- |
| Democrazia Cristiana (DC)                               | 13.381 | 39,98 | 18    |
| Partito Comunista Italiano (PCI)                        | 7.425  | 22,19 | 9     |
| Movimento Sociale Italiano (MSI)                        | 3.405  | 10,17 | 4     |
| Partito Socialista Italiano (PSI)                       | 2.962  | 8,85  | 3     |
| Partito Liberale Italiano (PLI)                         | 1.803  | 5,39  | 2     |
| Partito Socialista Unitario (PSU)                       | 1.742  | 5,20  | 2     |
| Partito Socialista Italiano di Unità Proletaria (PSIUP) | 1.369  | 4,09  | 1     |
| Partito Repubblicano Italiano (PRI)                     | 756    | 2,26  | 1     |
| Altri                                                   | 625    | 1,87  | -     |
| Totale                                                  | 33.468 |       | 40    |

### Abruzzo

#### Chieti
| Liste                                                   | Voti   | %     | Seggi |
| ------------------------------------------------------- | ------ | ----- | ----- |
| Democrazia Cristiana (DC)                               | 17.401 | 60,06 | 26    |
| Partito Comunista Italiano (PCI)                        | 4.370  | 15,08 | 6     |
| Movimento Sociale Italiano (MSI)                        | 1.945  | 6,71  | 3     |
| Partito Socialista Italiano (PSI)                       | 1.719  | 5,93  | 2     |
| Partito Liberale Italiano (PLI)                         | 1.468  | 5,07  | 2     |
| Partito Socialista Unitario (PSU)                       | 908    | 3,13  | 1     |
| Partito Repubblicano Italiano (PRI)                     | 588    | 2,03  | -     |
| Partito Socialista Italiano di Unità Proletaria (PSIUP) | 576    | 2,03  | -     |
| Totale                                                  | 28.975 |       | 40    |

#### L'Aquila
| Liste                                                   | Voti   | %     | Seggi |
| ------------------------------------------------------- | ------ | ----- | ----- |
| Democrazia Cristiana (DC)                               | 14.672 | 43,59 | 19    |
| Partito Comunista Italiano (PCI)                        | 5.011  | 14,89 | 6     |
| Partito Socialista Italiano (PSI)                       | 4.903  | 14,57 | 6     |
| Partito Socialista Unitario (PSU)                       | 2.892  | 8,59  | 3     |
| Partito Repubblicano Italiano (PRI)                     | 2.055  | 6,11  | 2     |
| Movimento Sociale Italiano (MSI)                        | 1.934  | 5,75  | 2     |
| Partito Liberale Italiano (PLI)                         | 1.106  | 3,29  | 1     |
| Partito Socialista Italiano di Unità Proletaria (PSIUP) | 996    | 2,96  | 1     |
| Totale                                                  | 33.659 | 100   | 40    |

#### Pescara
| Liste                                                   | Voti   | %     | Seggi |
| ------------------------------------------------------- | ------ | ----- | ----- |
| Democrazia Cristiana (DC)                               | 25.788 | 38,17 | 17    |
| Partito Comunista Italiano (PCI)                        | 14.129 | 20,92 | 9     |
| Partito Socialista Italiano (PSI)                       | 7.171  | 10,62 | 4     |
| Movimento Sociale Italiano (MSI)                        | 6.240  | 9,24  | 3     |
| Partito Socialista Unitario (PSU)                       | 4.901  | 7,26  | 3     |
| Partito Repubblicano Italiano (PRI)                     | 4.321  | 6,40  | 2     |
| Partito Liberale Italiano (PLI)                         | 2.998  | 4,44  | 1     |
| Partito Socialista Italiano di Unità Proletaria (PSIUP) | 2.005  | 2,97  | 1     |
| Totale                                                  | 67.553 |       | 50    |

#### Teramo
| Liste                                                   | Voti   | %     | Seggi |
| ------------------------------------------------------- | ------ | ----- | ----- |
| Democrazia Cristiana (DC)                               | 15.393 | 57,97 | 25    |
| Partito Comunista Italiano (PCI)                        | 5.226  | 19,68 | 8     |
| Partito Socialista Italiano (PSI)                       | 1.791  | 6,74  | 3     |
| Movimento Sociale Italiano (MSI)                        | 1.357  | 5,11  | 2     |
| Partito Socialista Italiano di Unità Proletaria (PSIUP) | 1.073  | 4,04  | 1     |
| Partito Socialista Unitario (PSU)                       | 886    | 3,34  | 1     |
| Partito Liberale Italiano (PLI)                         | 579    | 2,18  | -     |
| Partito Repubblicano Italiano (PRI)                     | 249    | 0,94  | -     |
| Totale                                                  | 26.554 |       | 40    |

### Molise

#### Isernia
| Liste                                                   | Voti  | %     | Seggi |
| ------------------------------------------------------- | ----- | ----- | ----- |
| Democrazia Cristiana (DC)                               | 4.279 | 57,07 | 25    |
| Partito Comunista Italiano (PCI)                        | 1.069 | 14,25 | 6     |
| Partito Socialista Italiano (PSI)                       | 610   | 6,1   | 3     |
| Movimento Sociale Italiano (MSI)                        | 406   | 5,4   | 2     |
| Partito Liberale Italiano (PLI)                         | 302   | 4,0   | 1     |
| Partito Socialista Unitario (PSU)                       | 194   | 2,6   | 1     |
| Partito Socialista Italiano di Unità Proletaria (PSIUP) | 163   | 2,2   | -     |
| Partito Repubblicano Italiano (PRI)                     | 42    | 0,6   | -     |
| Altri                                                   | 434   | 7,7   | 2     |
| Totale                                                  | 7.499 |       | 40    |

### Campania

#### Avellino
| Liste                                                    | Voti | %     | Seggi |
| -------------------------------------------------------- | ---- | ----- | ----- |
| Democrazia Cristiana (DC)                                |      | 37,88 |       |
| Partito Comunista Italiano (PCI)                         |      | 13,54 |       |
| Partito Socialista Unitario (PSU)                        |      | 12,88 |       |
| Partito Socialista Italiano (PSI)                        |      | 8,15  |       |
| Movimento Sociale Italiano (MSI)                         |      | 7,19  |       |
| Lista Civica                                             |      | 6,10  |       |
| Partito Socialista Italiano di Unità Proletaria (PSIUP)  |      | 5,97  |       |
| Partito Democratico Italiano di Unità Monarchica (PDIUM) |      | 4,82  |       |
| Partito Repubblicano Italiano (PRI)                      |      | 3,47  |       |
| Totale                                                   |      |       |       |

#### Napoli
| Liste                                                    | Voti    | %     | Seggi |
| -------------------------------------------------------- | ------- | ----- | ----- |
| Democrazia Cristiana (DC)                                | 209.153 | 33,84 | 28    |
| Partito Comunista Italiano (PCI)                         | 161.547 | 26,14 | 22    |
| Movimento Sociale Italiano (MSI)                         | 74.720  | 12,09 | 10    |
| Partito Socialista Italiano (PSI)                        | 45.655  | 7,39  | 6     |
| Partito Socialista Unitario (PSU)                        | 43.326  | 7,01  | 5     |
| Partito Liberale Italiano (PLI)                          | 28.270  | 4,57  | 3     |
| Partito Democratico Italiano di Unità Monarchica (PDIUM) | 23.220  | 3,76  | 3     |
| Partito Repubblicano Italiano (PRI)                      | 16.245  | 2,63  | 2     |
| Partito Socialista Italiano di Unità Proletaria (PSIUP)  | 11.160  | 1,81  | 1     |
| Partito Autonomo Pensionati d'Italia (PAPI)              | 4.723   | 0,76  | -     |
| Totale                                                   | 618.019 |       | 80    |

### Puglia

#### Taranto
| Liste                                                   | Voti    | %     | Seggi |
| ------------------------------------------------------- | ------- | ----- | ----- |
| Democrazia Cristiana (DC)                               | 44.533  | 38,17 | 20    |
| Partito Comunista Italiano (PCI)                        | 35.399  | 30,34 | 16    |
| Partito Socialista Italiano (PSI)                       | 11.005  | 9,43  | 5     |
| Movimento Sociale Italiano (MSI)                        | 9.470   | 8,12  | 4     |
| Partito Socialista Unitario (PSU)                       | 5.689   | 4,88  | 2     |
| Partito Liberale Italiano (PLI)                         | 3.448   | 2,95  | 1     |
| Partito Repubblicano Italiano (PRI)                     | 2.702   | 2,31  | 1     |
| Partito Socialista Italiano di Unità Proletaria (PSIUP) | 1.723   | 1,48  | -     |
| Altri                                                   | 2.707   | 2,32  | 1     |
| Totale                                                  | 116.676 |       | 50    |

### Basilicata

#### Potenza (Italia)|Potenza
| Liste                                                   | Voti | %     | Seggi |
| ------------------------------------------------------- | ---- | ----- | ----- |
| Democrazia Cristiana (DC)                               |      | 50,66 |       |
| Partito Comunista Italiano (PCI)                        |      | 13,44 |       |
| Partito Socialista Italiano (PSI)                       |      | 9,67  |       |
| Partito Socialista Unitario (PSU)                       |      | 8,01  |       |
| Partito Liberale Italiano (PLI)                         |      | 6,73  |       |
| Movimento Sociale Italiano (MSI)                        |      | 5,35  |       |
| Partito Socialista Italiano di Unità Proletaria (PSIUP) |      | 3,20  |       |
| Partito Repubblicano Italiano (PRI)                     |      | 2,94  |       |
| Totale                                                  |      |       |       |

### Calabria

#### Reggio Calabria
| Liste                                                   | Voti   | %     | Seggi |
| ------------------------------------------------------- | ------ | ----- | ----- |
| Democrazia Cristiana (DC)                               | 38.966 | 43,21 | 23    |
| Partito Socialista Italiano (PSI)                       | 14.025 | 15,55 | 8     |
| Partito Comunista Italiano (PCI)                        | 13.083 | 14,51 | 7     |
| Partito Socialista Unitario (PSU)                       | 10.033 | 11,13 | 6     |
| Movimento Sociale Italiano (MSI)                        | 6.605  | 7,32  | 3     |
| Partito Repubblicano Italiano (PRI)                     | 3.273  | 3,63  | 1     |
| Partito Socialista Italiano di Unità Proletaria (PSIUP) | 2.426  | 2,69  | 1     |
| Partito Liberale Italiano (PLI)                         | 1.768  | 1,96  | 1     |
| Totale                                                  | 90.173 |       | 50    |

### Sicilia

#### Catania
| Liste                                                    | Voti    | %     | Seggi |
| -------------------------------------------------------- | ------- | ----- | ----- |
| Democrazia Cristiana (DC)                                | 94.618  | 44,80 | 29    |
| Partito Comunista Italiano (PCI)                         | 32.272  | 15,28 | 10    |
| Partito Socialista Italiano (PSI)                        | 17.232  | 8,16  | 5     |
| Movimento Sociale Italiano (MSI)                         | 16.540  | 7,83  | 5     |
| Partito Liberale Italiano (PLI)                          | 12.437  | 5,89  | 3     |
| Partito Repubblicano Italiano (PRI)                      | 12.077  | 5,72  | 3     |
| Partito Socialista Unitario (PSU)                        | 11.681  | 5,53  | 3     |
| Partito Democratico Italiano di Unità Monarchica (PDIUM) | 5.373   | 2,54  | 1     |
| Partito Socialista Italiano di Unità Proletaria (PSIUP)  | 3.609   | 1,71  | 1     |
| Altri                                                    | 4.859   | 2,30  | -     |
| Totale                                                   | 211.198 |       | 60    |

#### Messina
| Liste                                                    | Voti    | %     | Seggi |
| -------------------------------------------------------- | ------- | ----- | ----- |
| Democrazia Cristiana (DC)                                | 49.577  | 37,68 | 24    |
| Partito Socialista Unitario (PSU)                        | 16.626  | 12,63 | 8     |
| Partito Socialista Italiano (PSI)                        | 16.456  | 12,51 | 7     |
| Movimento Sociale Italiano (MSI)                         | 13.113  | 9,96  | 6     |
| Partito Liberale Italiano (PLI)                          | 11.944  | 9,08  | 5     |
| Partito Comunista Italiano (PCI)                         | 10.718  | 8,14  | 5     |
| Partito Repubblicano Italiano (PRI)                      | 6.821   | 5,18  | 3     |
| Partito Socialista Italiano di Unità Proletaria (PSIUP)  | 4.491   | 3,41  | 2     |
| Partito Democratico Italiano di Unità Monarchica (PDIUM) | 1.844   | 1,40  | -     |
| Totale                                                   | 131.587 |       | 60    |

#### Palermo
| Liste                                                   | Voti    | %     | Seggi |
| ------------------------------------------------------- | ------- | ----- | ----- |
| Democrazia Cristiana (DC)                               | 123.487 | 40,74 | 34    |
| Partito Comunista Italiano (PCI)                        | 41.057  | 13,55 | 11    |
| Partito Socialista Italiano (PSI)                       | 29.519  | 9,74  | 8     |
| Movimento Sociale Italiano (MSI)                        | 28.907  | 9,54  | 7     |
| Partito Repubblicano Italiano (PRI)                     | 26.062  | 8,60  | 7     |
| Partito Socialista Unitario (PSU)                       | 19.376  | 6,39  | 5     |
| Partito Liberale Italiano (PLI)                         | 18.107  | 5,97  | 5     |
| Partito Socialista Italiano di Unità Proletaria (PSIUP) | 10.076  | 3,32  | 2     |
| Altri                                                   | 6.518   | 2,15  | 1     |
| Totale                                                  | 303.109 |       | 80    |

#### Trapani
| Liste                                                   | Voti   | % | Seggi |
| ------------------------------------------------------- | ------ | - | ----- |
| Democrazia Cristiana (DC)                               | 15.388 |   | 17    |
| Partito Socialista Italiano (PSI)                       | 5.549  |   | 6     |
| Partito Repubblicano Italiano (PRI)                     | 5.432  |   | 6     |
| Movimento Sociale Italiano (MSI)                        | 3.468  |   | 4     |
| Partito Comunista Italiano (PCI)                        | 3.182  |   | 3     |
| Partito Liberale Italiano (PLI)                         | 2.261  |   | 2     |
| Partito Socialista Italiano di Unità Proletaria (PSIUP) | 1,347  |   | 1     |
| Partito Socialista Democratico Italiano (PSDI)          | 1.115  |   | 1     |
| Partito Democratico Italiano di Unità Monarchica (PDUM) |        |   | -     |
| Totale                                                  |        |   | 40    |

### Sardegna

#### Cagliari
| Liste                                                    | Voti   | %    | Seggi |
| -------------------------------------------------------- | ------ | ---- | ----- |
| Democrazia Cristiana (DC)                                | 43.061 | 39,8 | 22    |
| Partito Comunista Italiano (PCI)                         | 16.524 | 15,3 | 8     |
| Partito Socialista Italiano (PSI)                        | 10.903 | 10,1 | 5     |
| Partito Liberale Italiano (PLI)                          | 9.326  | 8,7  | 4     |
| Movimento Sociale Italiano (MSI)                         | 7.312  | 6,9  | 3     |
| Partito Socialista Unitario (PSU)                        | 7.524  | 6,9  | 3     |
| Partito Sardo d'Azione (PSd'Az)                          | 3.809  | 3,2  | 2     |
| Partito Socialista Italiano di Unità Proletaria (PSIUP)  | 3.452  | 3,2  | 1     |
| Partito Repubblicano Italiano (PRI)                      | 3.353  | 3,2  | 1     |
| Partito Democratico Italiano di Unità Monarchica (PDIUM) | 2.979  | 2,7  | 1     |
| Totale                                                   |        |      | 50    |

#### Sassari
| Liste                                                    | Voti   | %     | Seggi |
| -------------------------------------------------------- | ------ | ----- | ----- |
| Democrazia Cristiana (DC)                                | 19.695 | 39,02 | 17    |
| Partito Comunista Italiano (PCI)                         | 6.778  | 13,43 | 5     |
| Partito Socialista Unitario (PSU)                        | 6.442  | 12,80 | 5     |
| Partito Socialista Italiano (PSI)                        | 4.794  | 9,50  | 4     |
| Partito Liberale Italiano (PLI)                          | 3.651  | 7,23  | 3     |
| Movimento Sociale Italiano (MSI)                         |        | 5,3   | 2     |
| Partito Socialista Italiano di Unità Proletaria (PSIUP)  | 2.248  | 4,45  | 1     |
| Partito Democratico Italiano di Unità Monarchica (PDIUM) |        | 3,5   | 1     |
| Partito Repubblicano Italiano (PRI)                      | 1.292  | 2,56  | 1     |
| Partito Sardo d'Azione (PSd'Az)                          | 1.147  | 2,27  | 1     |
| Totale                                                   | 50.480 |       | 40    |

## Elezioni provinciali
Riepilogo nazionale 
| Liste  | Liste                         | Voti       | %     | Seggi |
| ------ | ----------------------------- | ---------- | ----- | ----- |
|        | Democrazia Cristiana          | 10 584 913 | 37,19 | 862   |
|        | Partito Comunista Italiano    | 7 620 952  | 26,78 | 641   |
|        | Partito Socialista Italiano   | 3 144 467  | 11,05 | 246   |
|        | Partito Socialista Unitario   | 2 076 920  | 7,30  | 156   |
|        | Movimento Sociale Italiano    | 1 513 146  | 5,32  | 105   |
|        | Partito Liberale Italiano     | 1 385 597  | 4,87  | 86    |
|        | PSIUP                         | 984 085    | 3,46  | 61    |
|        | Partito Repubblicano Italiano | 866 420    | 3,04  | 46    |
|        | PDIUM                         | 209 754    | 0,74  | 7     |
|        | Altri                         | 72 758     | 0,26  |       |
| Totale | Totale                        | 28 459 012 | 100   | 2210  |

Piemonte
- Provincia di Alessandria

| Liste                                                    | Voti    | %      | Seggi |
| -------------------------------------------------------- | ------- | ------ | ----- |
| Democrazia Cristiana (DC)                                | 109.392 | 33,0   | 10    |
| Partito Comunista Italiano (PCI)                         | 106.566 | 32,1   | 10    |
| Partito Socialista Unitario (PSU)                        | 34.198  | 10,3   | 3     |
| Partito Socialista Italiano (PSI)                        | 28.737  | 8,7    | 3     |
| Partito Liberale Italiano (PLI)                          | 22.033  | 6,6    | 2     |
| Partito Socialista Italiano di Unità Proletaria (PSIUP)  | 13.997  | 4,2    | 1     |
| Movimento Sociale Italiano (MSI)                         | 9.516   | 2,9    | 1     |
| Partito Repubblicano Italiano (PRI)                      | 5.569   | 1,7    | -     |
| Partito Democratico Italiano di Unità Monarchica (PDIUM) | 1.842   | 0,5    | -     |
| Totale                                                   | 331.850 | 100,00 | 30    |

- Provincia di Asti

| Liste                                                    | Voti    | %      | Seggi |
| -------------------------------------------------------- | ------- | ------ | ----- |
| Democrazia Cristiana (DC)                                | 62.300  | 43,4   | 11    |
| Partito Comunista Italiano (PCI)                         | 29.689  | 20,7   | 5     |
| Partito Socialista Unitario (PSU)                        | 16.028  | 11,2   | 3     |
| Partito Liberale Italiano (PLI)                          | 10.703  | 7,4    | 2     |
| Partito Socialista Italiano (PSI)                        | 10.651  | 7,4    | 2     |
| Partito Repubblicano Italiano (PRI)                      | 5.904   | 4,1    | 1     |
| Partito Socialista Italiano di Unità Proletaria (PSIUP)  | 4.053   | 2,8    | -     |
| Movimento Sociale Italiano (MSI)                         | 2.657   | 1,8    | -     |
| Partito Democratico Italiano di Unità Monarchica (PDIUM) | 1.713   | 1,2    | -     |
| Totale                                                   | 143.698 | 100,00 | 24    |

- Provincia di Cuneo

| Liste                                                    | Voti    | %      | Seggi |
| -------------------------------------------------------- | ------- | ------ | ----- |
| Democrazia Cristiana (DC)                                | 179.146 | 51,7   | 16    |
| Partito Socialista Italiano (PSI)                        | 44.960  | 13,0   | 4     |
| Partito Liberale Italiano (PLI)                          | 36.396  | 10,5   | 3     |
| Partito Comunista Italiano (PCI)                         | 29.344  | 8,5    | 3     |
| Partito Socialista Unitario (PSU)                        | 25.105  | 7,2    | 2     |
| Partito Repubblicano Italiano (PRI)                      | 17.798  | 5,1    | 1     |
| Partito Socialista Italiano di Unità Proletaria (PSIUP)  | 7.015   | 2,0    | 1     |
| Movimento Sociale Italiano (MSI)                         | 3.917   | 1,1    | -     |
| Partito Democratico Italiano di Unità Monarchica (PDIUM) | 3.136   | 0,9    | -     |
| Totale                                                   | 346.817 | 100,00 | 30    |

- Provincia di Novara

| Liste                                                   | Voti    | %      | Seggi |
| ------------------------------------------------------- | ------- | ------ | ----- |
| Democrazia Cristiana (DC)                               | 114.504 | 36,3   | 11    |
| Partito Comunista Italiano (PCI)                        | 79.408  | 25,2   | 8     |
| Partito Socialista Italiano (PSI)                       | 45.927  | 14,6   | 4     |
| Partito Socialista Unitario (PSU)                       | 29.717  | 9,4    | 3     |
| Partito Liberale Italiano (PLI)                         | 17.055  | 5,4    | 2     |
| Partito Socialista Italiano di Unità Proletaria (PSIUP) | 11.753  | 3,7    | 1     |
| Movimento Sociale Italiano (MSI)                        | 11.511  | 3,7    | 1     |
| Partito Repubblicano Italiano (PRI)                     | 5.313   | 1,7    | -     |
| Totale                                                  | 315.188 | 100,00 | 30    |

- Provincia di Torino

| Liste                                                    | Voti      | %      | Seggi |
| -------------------------------------------------------- | --------- | ------ | ----- |
| Democrazia Cristiana (DC)                                | 441.274   | 31,7   | 15    |
| Partito Comunista Italiano (PCI)                         | 398.780   | 28,5   | 13    |
| Partito Socialista Italiano (PSI)                        | 147.995   | 10,6   | 5     |
| Partito Liberale Italiano (PLI)                          | 132.521   | 9,5    | 4     |
| Partito Socialista Unitario (PSU)                        | 113.557   | 8,1    | 4     |
| Movimento Sociale Italiano (MSI)                         | 55.433    | 3,9    | 2     |
| Partito Repubblicano Italiano (PRI)                      | 48.072    | 3,4    | 1     |
| Partito Socialista Italiano di Unità Proletaria (PSIUP)  | 43.020    | 3,1    | 1     |
| Partito Democratico Italiano di Unità Monarchica (PDIUM) | 17.452    | 1,2    | -     |
| Totale                                                   | 1.401.104 | 100,00 | 45    |

- Provincia di Vercelli

| Liste                                                    | Voti    | %      | Seggi |
| -------------------------------------------------------- | ------- | ------ | ----- |
| Democrazia Cristiana (DC)                                | 90.126  | 33,6   | 11    |
| Partito Comunista Italiano (PCI)                         | 82.497  | 30,8   | 10    |
| Partito Socialista Italiano (PSI)                        | 27.648  | 10,3   | 3     |
| Partito Socialista Unitario (PSU)                        | 21.497  | 8,0    | 2     |
| Partito Liberale Italiano (PLI)                          | 20.979  | 7,8    | 2     |
| Movimento Sociale Italiano (MSI)                         | 8.883   | 3,3    | 1     |
| Partito Socialista Italiano di Unità Proletaria (PSIUP)  | 8.198   | 3,1    | 1     |
| Partito Repubblicano Italiano (PRI)                      | 5.274   | 2,0    | -     |
| Partito Democratico Italiano di Unità Monarchica (PDIUM) | 3.059   | 1,1    | -     |
| Totale                                                   | 266.161 | 100,00 | 30    |

Lombardia
- Provincia di Bergamo

| Liste                                                    | Voti    | %      | Seggi |
| -------------------------------------------------------- | ------- | ------ | ----- |
| Democrazia Cristiana (DC)                                | 276.219 | 58,9   | 22    |
| Partito Comunista Italiano (PCI)                         | 49.933  | 10,6   | 4     |
| Partito Socialista Italiano (PSI)                        | 45.509  | 9,7    | 4     |
| Partito Socialista Unitario (PSU)                        | 33.177  | 7,1    | 3     |
| Partito Liberale Italiano (PLI)                          | 20.733  | 4,4    | 1     |
| Partito Socialista Italiano di Unità Proletaria (PSIUP)  | 17.215  | 3,7    | 1     |
| Movimento Sociale Italiano (MSI)                         | 16.144  | 3,4    | 1     |
| Partito Repubblicano Italiano (PRI)                      | 6.248   | 1,3    | -     |
| Partito Democratico Italiano di Unità Monarchica (PDIUM) | 4.238   | 0,9    | -     |
| Totale                                                   | 469.416 | 100,00 | 36    |

- Provincia di Brescia

| Liste                                                    | Voti    | %      | Seggi |
| -------------------------------------------------------- | ------- | ------ | ----- |
| Democrazia Cristiana (DC)                                | 285.413 | 49,9   | 19    |
| Partito Comunista Italiano (PCI)                         | 100.498 | 17,6   | 7     |
| Partito Socialista Italiano (PSI)                        | 63.086  | 11,0   | 4     |
| Partito Socialista Unitario (PSU)                        | 39.496  | 6,9    | 2     |
| Partito Socialista Italiano di Unità Proletaria (PSIUP)  | 26.023  | 4,6    | 2     |
| Partito Liberale Italiano (PLI)                          | 24.308  | 4,3    | 1     |
| Movimento Sociale Italiano (MSI)                         | 20.013  | 3,5    | 1     |
| Partito Repubblicano Italiano (PRI)                      | 9.612   | 1,6    | -     |
| Partito Democratico Italiano di Unità Monarchica (PDIUM) | 3.629   | 0,6    | -     |
| Totale                                                   | 571.878 | 100,00 | 36    |

- Provincia di Como

| Liste                                                    | Voti    | %      | Seggi |
| -------------------------------------------------------- | ------- | ------ | ----- |
| Democrazia Cristiana (DC)                                | 212.290 | 48,8   | 15    |
| Partito Comunista Italiano (PCI)                         | 63.351  | 14,6   | 5     |
| Partito Socialista Italiano (PSI)                        | 50.356  | 11,6   | 4     |
| Partito Socialista Unitario (PSU)                        | 35.140  | 8,1    | 2     |
| Partito Liberale Italiano (PLI)                          | 28.672  | 6,6    | 2     |
| Partito Socialista Italiano di Unità Proletaria (PSIUP)  | 19.241  | 4,4    | 1     |
| Movimento Sociale Italiano (MSI)                         | 14.125  | 3,3    | 1     |
| Partito Repubblicano Italiano (PRI)                      | 7.949   | 1,8    | -     |
| Partito Democratico Italiano di Unità Monarchica (PDIUM) | 3.474   | 0,8    | -     |
| Totale                                                   | 434.896 | 100,00 | 30    |

- Provincia di Cremona

| Liste                                                    | Voti    | %      | Seggi |
| -------------------------------------------------------- | ------- | ------ | ----- |
| Democrazia Cristiana (DC)                                | 97.467  | 43,8   | 14    |
| Partito Comunista Italiano (PCI)                         | 57.202  | 25,7   | 8     |
| Partito Socialista Italiano (PSI)                        | 30.772  | 13,8   | 4     |
| Partito Socialista Unitario (PSU)                        | 8.978   | 4,0    | 1     |
| Partito Liberale Italiano (PLI)                          | 8.263   | 3,7    | 1     |
| Movimento Sociale Italiano (MSI)                         | 7.595   | 3,4    | 1     |
| Partito Socialista Italiano di Unità Proletaria (PSIUP)  | 6.548   | 3,0    | 1     |
| Partito Repubblicano Italiano (PRI)                      | 4.216   | 1,9    | -     |
| Partito Democratico Italiano di Unità Monarchica (PDIUM) | 1.466   | 0,7    | -     |
| Totale                                                   | 222.507 | 100,00 | 30    |

- Provincia di Mantova

| Liste                                                   | Voti    | %      | Seggi |
| ------------------------------------------------------- | ------- | ------ | ----- |
| Partito Comunista Italiano (PCI)                        | 84.543  | 33,2   | 10    |
| Democrazia Cristiana (DC)                               | 82.243  | 32,3   | 10    |
| Partito Socialista Italiano (PSI)                       | 41.085  | 16,1   | 5     |
| Partito Socialista Unitario (PSU)                       | 14.391  | 5,7    | 2     |
| Movimento Sociale Italiano (MSI)                        | 10.699  | 4,2    | 1     |
| Partito Socialista Italiano di Unità Proletaria (PSIUP) | 9.356   | 3,7    | 1     |
| Partito Liberale Italiano (PLI)                         | 9.107   | 3,6    | 1     |
| Partito Repubblicano Italiano (PRI)                     | 3.033   | 1,2    | -     |
| Totale                                                  | 254.437 | 100,00 | 30    |

- Provincia di Milano

| Liste                                                    | Voti      | %      | Seggi |
| -------------------------------------------------------- | --------- | ------ | ----- |
| Democrazia Cristiana (DC)                                | 801.504   | 33,8   | 16    |
| Partito Comunista Italiano (PCI)                         | 625.156   | 26,4   | 12    |
| Partito Socialista Italiano (PSI)                        | 303.873   | 12,8   | 6     |
| Partito Socialista Unitario (PSU)                        | 188.635   | 8,0    | 4     |
| Partito Liberale Italiano (PLI)                          | 172.050   | 7,3    | 3     |
| Movimento Sociale Italiano (MSI)                         | 101.563   | 4,3    | 2     |
| Partito Socialista Italiano di Unità Proletaria (PSIUP)  | 79.647    | 3,4    | 1     |
| Partito Repubblicano Italiano (PRI)                      | 78.515    | 3,3    | 1     |
| Partito Democratico Italiano di Unità Monarchica (PDIUM) | 17.138    | 0,7    | -     |
| Totale                                                   | 2.368.081 | 100,00 | 45    |

- Provincia di Pavia

| Liste                                                    | Voti    | %      | Seggi |
| -------------------------------------------------------- | ------- | ------ | ----- |
| Partito Comunista Italiano (PCI)                         | 126.007 | 35,3   | 11    |
| Democrazia Cristiana (DC)                                | 110.035 | 30,8   | 10    |
| Partito Socialista Italiano (PSI)                        | 36.939  | 10,3   | 3     |
| Partito Socialista Unitario (PSU)                        | 27.086  | 7,6    | 2     |
| Partito Liberale Italiano (PLI)                          | 20.517  | 5,7    | 2     |
| Movimento Sociale Italiano (MSI)                         | 14.627  | 4,1    | 1     |
| Partito Socialista Italiano di Unità Proletaria (PSIUP)  | 12.478  | 3,5    | 1     |
| Partito Repubblicano Italiano (PRI)                      | 6.976   | 2,0    | -     |
| Partito Democratico Italiano di Unità Monarchica (PDIUM) | 2.351   | 0,7    | -     |
| Totale                                                   | 357.016 | 100,00 | 30    |

- Provincia di Sondrio

| Liste                                                   | Voti   | %      | Seggi |
| ------------------------------------------------------- | ------ | ------ | ----- |
| Democrazia Cristiana (DC)                               | 47.905 | 51,7   | 13    |
| Partito Comunista Italiano (PCI)                        | 9.489  | 20,2   | 2     |
| Partito Socialista Italiano (PSI)                       | 18.452 | 19,9   | 5     |
| Partito Liberale Italiano (PLI)                         | 6.497  | 7,3    | 2     |
| Partito Socialista Unitario (PSU)                       | 5.954  | 6,4    | 2     |
| Partito Repubblicano Italiano (PRI)                     | 2.287  | 2,5    | -     |
| Partito Socialista Italiano di Unità Proletaria (PSIUP) | 2.113  | 2,3    | -     |
| Totale                                                  | 92.697 | 100,00 | 24    |

- Provincia di Varese

| Liste                                                   | Voti    | %      | Seggi |
| ------------------------------------------------------- | ------- | ------ | ----- |
| Democrazia Cristiana (DC)                               | 186.385 | 42,5   | 13    |
| Partito Comunista Italiano (PCI)                        | 93.661  | 21,3   | 7     |
| Partito Socialista Italiano (PSI)                       | 53.126  | 12,8   | 4     |
| Partito Socialista Unitario (PSU)                       | 35.552  | 8,1    | 2     |
| Partito Liberale Italiano (PLI)                         | 21.752  | 5,0    | 1     |
| Partito Socialista Italiano di Unità Proletaria (PSIUP) | 17.473  | 4,0    | 1     |
| Movimento Sociale Italiano (MSI)                        | 17.057  | 3,9    | 1     |
| Partito Repubblicano Italiano (PRI)                     | 10.550  | 2,4    | 1     |
| Totale                                                  | 638.756 | 100,00 | 30    |

Veneto
- Provincia di Belluno

| Liste                                                   | Voti    | %      | Seggi |
| ------------------------------------------------------- | ------- | ------ | ----- |
| Democrazia Cristiana (DC)                               | 59.925  | 45,8   | 12    |
| Partito Socialista Italiano (PSI)                       | 19.262  | 14,7   | 4     |
| Partito Socialista Unitario (PSU)                       | 18.725  | 14,3   | 3     |
| Partito Comunista Italiano (PCI)                        | 16.535  | 12,6   | 3     |
| Partito Liberale Italiano (PLI)                         | 6.246   | 4,8    | 1     |
| Movimento Sociale Italiano (MSI)                        | 4.260   | 3,3    | 1     |
| Partito Socialista Italiano di Unità Proletaria (PSIUP) | 3.028   | 2,3    | -     |
| Partito Repubblicano Italiano (PRI)                     | 2.844   | 2,2    | -     |
| Totale                                                  | 130.825 | 100,00 | 24    |

- Provincia di Padova

| Liste                                                   | Voti    | %      | Seggi |
| ------------------------------------------------------- | ------- | ------ | ----- |
| Democrazia Cristiana (DC)                               | 251.084 | 55,8   | 18    |
| Partito Comunista Italiano (PCI)                        | 72.995  | 16,3   | 5     |
| Partito Socialista Italiano (PSI)                       | 32.950  | 7,3    | 2     |
| Partito Socialista Unitario (PSU)                       | 28.751  | 6,4    | 2     |
| Partito Liberale Italiano (PLI)                         | 19.843  | 4,4    | 1     |
| Partito Socialista Italiano di Unità Proletaria (PSIUP) | 17.146  | 3,8    | 1     |
| Movimento Sociale Italiano (MSI)                        | 16.132  | 3,6    | 1     |
| Partito Repubblicano Italiano (PRI)                     | 8.947   | 2,0    | -     |
| Altri                                                   | 1.947   | 0,4    | -     |
| Totale                                                  | 449.771 | 100,00 | 30    |

- Provincia di Rovigo

| Liste                                                   | Voti    | %      | Seggi |
| ------------------------------------------------------- | ------- | ------ | ----- |
| Democrazia Cristiana (DC)                               | 65.017  | 40,4   | 10    |
| Partito Comunista Italiano (PCI)                        | 51.242  | 31,9   | 8     |
| Partito Socialista Italiano (PSI)                       | 17.063  | 10,5   | 2     |
| Partito Socialista Unitario (PSU)                       | 11.412  | 7,1    | 2     |
| Movimento Sociale Italiano (MSI)                        | 5.611   | 3,5    | 1     |
| Partito Liberale Italiano (PLI)                         | 5.236   | 3,3    | 1     |
| Partito Socialista Italiano di Unità Proletaria (PSIUP) | 3.616   | 2,3    | -     |
| Partito Repubblicano Italiano (PRI)                     | 1.509   | 0,9    | -     |
| Totale                                                  | 160.796 | 100,00 | 24    |

- Provincia di Treviso

| Liste                                                   | Voti    | %      | Seggi |
| ------------------------------------------------------- | ------- | ------ | ----- |
| Democrazia Cristiana (DC)                               | 213.600 | 54,6   | 17    |
| Partito Comunista Italiano (PCI)                        | 44.730  | 11,4   | 3     |
| Partito Socialista Italiano (PSI)                       | 43.529  | 11,1   | 3     |
| Partito Socialista Unitario (PSU)                       | 40.665  | 10,4   | 3     |
| Partito Liberale Italiano (PLI)                         | 16.376  | 4,2    | 1     |
| Partito Socialista Italiano di Unità Proletaria (PSIUP) | 13.403  | 3,4    | 1     |
| Movimento Sociale Italiano (MSI)                        | 9.911   | 2,5    | 1     |
| Partito Repubblicano Italiano (PRI)                     | 9.204   | 2,4    | 1     |
| Totale                                                  | 391.418 | 100,00 | 30    |

- Provincia di Venezia

| Liste                                                    | Voti    | %      | Seggi |
| -------------------------------------------------------- | ------- | ------ | ----- |
| Democrazia Cristiana (DC)                                | 184.970 | 37,9   | 14    |
| Partito Comunista Italiano (PCI)                         | 129.496 | 26,6   | 10    |
| Partito Socialista Italiano (PSI)                        | 63.327  | 13,0   | 5     |
| Partito Socialista Unitario (PSU)                        | 33.703  | 6,9    | 3     |
| Partito Socialista Italiano di Unità Proletaria (PSIUP)  | 20.447  | 4,2    | 1     |
| Partito Liberale Italiano (PLI)                          | 20.048  | 4,1    | 1     |
| Movimento Sociale Italiano (MSI)                         | 16.896  | 3,5    | 1     |
| Partito Repubblicano Italiano (PRI)                      | 10.562  | 2,2    | 1     |
| Partito Democratico Italiano di Unità Monarchica (PDIUM) | 2.159   | 0,4    | -     |
| Altri                                                    | 5.926   | 1,2    | -     |
| Totale                                                   | 487.533 | 100,00 | 36    |

- Provincia di Verona

| Liste                                                   | Voti    | %      | Seggi |
| ------------------------------------------------------- | ------- | ------ | ----- |
| Democrazia Cristiana (DC)                               | 232.829 | 52,0   | 17    |
| Partito Comunista Italiano (PCI)                        | 62.586  | 14,0   | 4     |
| Partito Socialista Italiano (PSI)                       | 53.347  | 11,9   | 4     |
| Partito Socialista Unitario (PSU)                       | 35.580  | 7,9    | 2     |
| Partito Socialista Italiano di Unità Proletaria (PSIUP) | 19.756  | 4,4    | 1     |
| Partito Liberale Italiano (PLI)                         | 19.756  | 4,4    | 1     |
| Movimento Sociale Italiano (MSI)                        | 17.139  | 3,8    | 1     |
| Partito Repubblicano Italiano (PRI)                     | 7.013   | 1,6    | -     |
| Totale                                                  | 448.006 | 100,00 | 30    |

- Provincia di Vicenza

| Liste                                                    | Voti    | %      | Seggi |
| -------------------------------------------------------- | ------- | ------ | ----- |
| Democrazia Cristiana (DC)                                | 253.400 | 63,3   | 20    |
| Partito Comunista Italiano (PCI)                         | 36.711  | 9,2    | 3     |
| Partito Socialista Italiano (PSI)                        | 35.661  | 8,9    | 3     |
| Partito Socialista Unitario (PSU)                        | 26.713  | 6,7    | 2     |
| Partito Liberale Italiano (PLI)                          | 18.296  | 4,6    | 1     |
| Movimento Sociale Italiano (MSI)                         | 12.624  | 3,1    | 1     |
| Partito Socialista Italiano di Unità Proletaria (PSIUP)  | 8.632   | 2,1    | -     |
| Partito Repubblicano Italiano (PRI)                      | 6.783   | 1,7    | -     |
| Partito Democratico Italiano di Unità Monarchica (PDIUM) | 1.609   | 0,4    | -     |
| Totale                                                   | 400.429 | 100,00 | 30    |

Friuli-Venezia Giulia
- Provincia di Gorizia

| Liste                                                   | Voti   | %      | Seggi |
| ------------------------------------------------------- | ------ | ------ | ----- |
| Democrazia Cristiana (DC)                               | 37.387 | 39,4   | 10    |
| Partito Comunista Italiano (PCI)                        | 23.702 | 24,5   | 6     |
| Partito Socialista Italiano (PSI)                       | 8.581  | 9,0    | 2     |
| Partito Socialista Unitario (PSU)                       | 8.159  | 8,6    | 2     |
| Movimento Sociale Italiano (MSI)                        | 4.769  | 5,0    | 1     |
| Partito Liberale Italiano (PLI)                         | 4.300  | 4,5    | 1     |
| Partito Socialista Italiano di Unità Proletaria (PSIUP) | 3.486  | 3,7    | 1     |
| Partito Repubblicano Italiano (PRI)                     | 2.050  | 2,2    | -     |
| Altri                                                   | 2.937  | 3,1    | 1     |
| Totale                                                  | 94.871 | 100,00 | 24    |

- Provincia di Pordenone

| Liste                                                   | Voti    | %      | Seggi |
| ------------------------------------------------------- | ------- | ------ | ----- |
| Democrazia Cristiana (DC)                               | 70.158  | 45,4   | 11    |
| Partito Comunista Italiano (PCI)                        | 25.068  | 16,2   | 4     |
| Partito Socialista Italiano (PSI)                       | 20.529  | 13,3   | 3     |
| Partito Socialista Unitario (PSU)                       | 18.295  | 11,8   | 3     |
| Movimento Sociale Italiano (MSI)                        | 5.177   | 8,4    | 1     |
| Partito Socialista Italiano di Unità Proletaria (PSIUP) | 7.249   | 4,7    | 1     |
| Partito Liberale Italiano (PLI)                         | 4.949   | 3,2    | 1     |
| Partito Repubblicano Italiano (PRI)                     | 3.131   | 2,0    | -     |
| Totale                                                  | 154.551 | 100,00 | 24    |

- Provincia di Trieste

| Liste                                                   | Voti    | %      | Seggi |
| ------------------------------------------------------- | ------- | ------ | ----- |
| Democrazia Cristiana (DC)                               | 70.090  | 33,2   | 8     |
| Partito Comunista Italiano (PCI)                        | 47.436  | 22,5   | 6     |
| Movimento Sociale Italiano (MSI)                        | 21.926  | 10,4   | 3     |
| Partito Liberale Italiano (PLI)                         | 18.227  | 8,6    | 2     |
| Partito Socialista Unitario (PSU)                       | 17.537  | 8,3    | 2     |
| Partito Socialista Italiano (PSI)                       | 12.006  | 5,7    | 1     |
| Partito Repubblicano Italiano (PRI)                     | 7.880   | 3,7    | 1     |
| Partito Socialista Italiano di Unità Proletaria (PSIUP) | 4.323   | 2,1    | -     |
| Altri                                                   | 11.598  | 5,5    | 1     |
| Totale                                                  | 211.023 | 100,00 | 24    |

- Provincia di Udine

| Liste                                                   | Voti    | %      | Seggi |
| ------------------------------------------------------- | ------- | ------ | ----- |
| Democrazia Cristiana (DC)                               | 146.075 | 44,7   | 14    |
| Partito Comunista Italiano (PCI)                        | 52.912  | 16,2   | 5     |
| Partito Socialista Italiano (PSI)                       | 42.692  | 13,1   | 4     |
| Partito Socialista Unitario (PSU)                       | 39.994  | 12,2   | 4     |
| Movimento Sociale Italiano (MSI)                        | 17.106  | 8,2    | 1     |
| Partito Liberale Italiano (PLI)                         | 11.607  | 3,6    | 1     |
| Partito Socialista Italiano di Unità Proletaria (PSIUP) | 9.230   | 2,8    | 1     |
| Partito Repubblicano Italiano (PRI)                     | 7.197   | 2,2    | -     |
| Totale                                                  | 326.813 | 100,00 | 30    |

Liguria
- Provincia di Genova

| Liste                                                    | Voti    | %      | Seggi |
| -------------------------------------------------------- | ------- | ------ | ----- |
| Partito Comunista Italiano (PCI)                         | 229.958 | 32,0   | 12    |
| Democrazia Cristiana (DC)                                | 208.104 | 28,9   | 11    |
| Partito Socialista Italiano (PSI)                        | 80.695  | 11,2   | 4     |
| Partito Liberale Italiano (PLI)                          | 61.651  | 8,6    | 3     |
| Partito Socialista Unitario (PSU)                        | 58.709  | 8,2    | 3     |
| Movimento Sociale Italiano (MSI)                         | 31.109  | 4,3    | 1     |
| Partito Repubblicano Italiano (PRI)                      | 23.137  | 3,2    | 1     |
| Partito Socialista Italiano di Unità Proletaria (PSIUP)  | 20.489  | 2,9    | 1     |
| Partito Democratico Italiano di Unità Monarchica (PDIUM) | 5.216   | 0,7    | -     |
| Totale                                                   | 719.068 | 100,00 | 36    |

- Provincia di Imperia

| Liste                                                   | Voti   | %      | Seggi |
| ------------------------------------------------------- | ------ | ------ | ----- |
| Democrazia Cristiana (DC)                               | 53.829 | 37,5   | 9     |
| Partito Comunista Italiano (PCI)                        | 34.023 | 23,7   | 6     |
| Partito Socialista Italiano (PSI)                       | 15.327 | 10,7   | 3     |
| Partito Socialista Unitario (PSU)                       | 14.520 | 10,1   | 2     |
| Partito Liberale Italiano (PLI)                         | 11.426 | 7,9    | 2     |
| Movimento Sociale Italiano (MSI)                        | 5.709  | 4,0    | 1     |
| Partito Repubblicano Italiano (PRI)                     | 4.693  | 3,3    | 1     |
| Partito Socialista Italiano di Unità Proletaria (PSIUP) | 4.070  | 2,8    | -     |
| Totale                                                  |        | 100,00 | 24    |

- Provincia della Spezia

| Liste                                                   | Voti    | %      | Seggi |
| ------------------------------------------------------- | ------- | ------ | ----- |
| Partito Comunista Italiano (PCI)                        | 60.481  | 36,7   | 9     |
| Democrazia Cristiana (DC)                               | 51.712  | 31,4   | 8     |
| Partito Socialista Italiano (PSI)                       | 18.933  | 11,5   | 3     |
| Partito Socialista Unitario (PSU)                       | 10.491  | 6,4    | 1     |
| Partito Liberale Italiano (PLI)                         | 6.970   | 4,2    | 1     |
| Partito Repubblicano Italiano (PRI)                     | 6.139   | 3,7    | 1     |
| Movimento Sociale Italiano (MSI)                        | 5.833   | 3,5    | 1     |
| Partito Socialista Italiano di Unità Proletaria (PSIUP) | 4.292   | 2,6    | -     |
| Totale                                                  | 164.851 | 100,00 | 24    |

- Provincia di Savona

| Liste                                                    | Voti   | %      | Seggi |
| -------------------------------------------------------- | ------ | ------ | ----- |
| Democrazia Cristiana (DC)                                | 66.077 | 34,1   | 9     |
| Partito Comunista Italiano (PCI)                         | 60.562 | 31,3   | 8     |
| Partito Socialista Italiano (PSI)                        | 22.739 | 11,7   | 3     |
| Partito Socialista Unitario (PSU)                        | 13.963 | 7,2    | 2     |
| Partito Liberale Italiano (PLI)                          | 11.712 | 6,1    | 1     |
| Partito Socialista Italiano di Unità Proletaria (PSIUP)  | 7.394  | 3,8    | 1     |
| Movimento Sociale Italiano (MSI)                         | 5.612  | 2,8    | -     |
| Partito Repubblicano Italiano (PRI)                      | 4.718  | 2,4    | -     |
| Partito Democratico Italiano di Unità Monarchica (PDIUM) | 1.172  | 0,6    | -     |
| Totale                                                   |        | 100,00 | 24    |

Emilia-Romagna
- Provincia di Bologna

| Liste                                                    | Voti    | %      | Seggi |
| -------------------------------------------------------- | ------- | ------ | ----- |
| Partito Comunista Italiano (PCI)                         | 297.506 | 46,5   | 17    |
| Democrazia Cristiana (DC)                                | 143.634 | 22,5   | 8     |
| Partito Socialista Unitario (PSU)                        | 59.905  | 9,4    | 3     |
| Partito Socialista Italiano (PSI)                        | 48.941  | 7,6    | 3     |
| Partito Liberale Italiano (PLI)                          | 33.160  | 5,2    | 2     |
| Movimento Sociale Italiano (MSI)                         | 22.980  | 3,5    | 1     |
| Partito Socialista Italiano di Unità Proletaria (PSIUP)  | 19.333  | 3,0    | 1     |
| Partito Repubblicano Italiano (PRI)                      | 12.196  | 1,9    | 1     |
| Partito Democratico Italiano di Unità Monarchica (PDIUM) | 2.146   | 0,3    | -     |
| Totale                                                   | 639.801 | 100,00 | 36    |

- Provincia di Ferrara

| Liste                                                   | Voti    | %      | Seggi |
| ------------------------------------------------------- | ------- | ------ | ----- |
| Partito Comunista Italiano (PCI)                        | 119.463 | 45,3   | 14    |
| Democrazia Cristiana (DC)                               | 54.249  | 20,6   | 6     |
| Partito Socialista Italiano di Unità Proletaria (PSIUP) | 9.245   | 3,5    | 1     |
| Partito Socialista Italiano (PSI)                       | 31.853  | 12,1   | 4     |
| Partito Socialista Unitario (PSU)                       | 26.940  | 10,2   | 3     |
| Partito Liberale Italiano (PLI)                         | 9.513   | 3,6    | 1     |
| Movimento Sociale Italiano (MSI)                        | 8.611   | 3,2    | 1     |
| Partito Repubblicano Italiano (PRI)                     | 3.886   | 1,5    | -     |
| Totale                                                  | 263.760 | 100,00 | 30    |

- Provincia di Forlì

| Liste                                                   | Voti    | %      | Seggi |
| ------------------------------------------------------- | ------- | ------ | ----- |
| Partito Comunista Italiano (PCI)                        | 152.653 | 42,4   | 15    |
| Democrazia Cristiana (DC)                               | 91.800  | 25,5   | 8     |
| Partito Repubblicano Italiano (PRI)                     | 39.830  | 11,0   | 3     |
| Partito Socialista Italiano (PSI)                       | 23.261  | 6,4    | 2     |
| Partito Socialista Italiano di Unità Proletaria (PSIUP) | 16.600  | 4,6    | 1     |
| Partito Socialista Unitario (PSU)                       | 15.376  | 4,3    | 1     |
| Movimento Sociale Italiano (MSI)                        | 12.546  | 3,5    | 1     |
| Partito Liberale Italiano (PLI)                         | 8.174   | 2,3    | 1     |
| Totale                                                  | 360.240 | 100,00 | 30    |

- Provincia di Modena

| Liste                                                   | Voti    | %      | Seggi |
| ------------------------------------------------------- | ------- | ------ | ----- |
| Partito Comunista Italiano (PCI)                        | 180.983 | 48,7   | 15    |
| Democrazia Cristiana (DC)                               | 101.163 | 27,2   | 9     |
| Partito Socialista Unitario (PSU)                       | 27.647  | 7,4    | 2     |
| Partito Socialista Italiano (PSI)                       | 25.067  | 6,8    | 2     |
| Partito Socialista Italiano di Unità Proletaria (PSIUP) | 14.066  | 3,8    | 1     |
| Partito Liberale Italiano (PLI)                         | 10.621  | 2,9    | 1     |
| Movimento Sociale Italiano (MSI)                        | 7.797   | 2,1    | -     |
| Partito Repubblicano Italiano (PRI)                     | 4.200   | 1,1    | -     |
| Totale                                                  | 371.544 | 100,00 | 30    |

- Provincia di Parma

| Liste                                                    | Voti    | %      | Seggi |
| -------------------------------------------------------- | ------- | ------ | ----- |
| Partito Comunista Italiano (PCI)                         | 97.290  | 35,8   | 11    |
| Democrazia Cristiana (DC)                                | 80.456  | 29,6   | 9     |
| Partito Socialista Italiano (PSI)                        | 36.717  | 13,5   | 4     |
| Partito Socialista Unitario (PSU)                        | 22.214  | 8,2    | 3     |
| Partito Liberale Italiano (PLI)                          | 11.442  | 4,2    | 1     |
| Partito Socialista Italiano di Unità Proletaria (PSIUP)  | 9.189   | 3,4    | 1     |
| Movimento Sociale Italiano (MSI)                         | 8.790   | 3,2    | 1     |
| Partito Repubblicano Italiano (PRI)                      | 4.211   | 1,6    | -     |
| Partito Democratico Italiano di Unità Monarchica (PDIUM) | 1.339   | 0,5    | -     |
| Totale                                                   | 271.739 | 100,00 | 30    |

- Provincia di Piacenza

| Liste                                                   | Voti    | %      | Seggi |
| ------------------------------------------------------- | ------- | ------ | ----- |
| Democrazia Cristiana (DC)                               | 64.555  | 33,8   | 9     |
| Partito Comunista Italiano (PCI)                        | 61.940  | 32,4   | 8     |
| Partito Socialista Unitario (PSU)                       | 19.318  | 10,1   | 2     |
| Partito Socialista Italiano (PSI)                       | 17.561  | 9,2    | 2     |
| Partito Liberale Italiano (PLI)                         | 10.990  | 5,7    | 1     |
| Partito Socialista Italiano di Unità Proletaria (PSIUP) | 8.331   | 4,4    | 1     |
| Movimento Sociale Italiano (MSI)                        | 6.068   | 3,2    | 1     |
| Partito Repubblicano Italiano (PRI)                     | 2.400   | 1,2    | -     |
| Totale                                                  | 191.163 | 100,00 | 24    |

- Provincia di Reggio Emilia

| Liste                                                    | Voti    | %      | Seggi |
| -------------------------------------------------------- | ------- | ------ | ----- |
| Partito Comunista Italiano (PCI)                         | 132.106 | 48,8   | 15    |
| Democrazia Cristiana (DC)                                | 73.132  | 27,0   | 8     |
| Partito Socialista Unitario (PSU)                        | 20.181  | 7,5    | 2     |
| Partito Socialista Italiano (PSI)                        | 18.530  | 6,9    | 2     |
| Partito Socialista Italiano di Unità Proletaria (PSIUP)  | 11.269  | 4,2    | 1     |
| Partito Liberale Italiano (PLI)                          | 6.984   | 2,6    | 1     |
| Movimento Sociale Italiano (MSI)                         | 5.800   | 2,1    | -     |
| Partito Repubblicano Italiano (PRI)                      | 1.713   | 0,6    | -     |
| Partito Democratico Italiano di Unità Monarchica (PDIUM) | 815     | 0,3    | -     |
| Totale                                                   | 270.530 | 100,00 | 30    |

Toscana
- Provincia di Arezzo

| Liste                                                   | Voti    | %      | Seggi |
| ------------------------------------------------------- | ------- | ------ | ----- |
| Partito Comunista Italiano (PCI)                        | 87.405  | 42,5   | 14    |
| Democrazia Cristiana (DC)                               | 71.414  | 34,7   | 11    |
| Partito Socialista Italiano (PSI)                       | 16.160  | 7,8    | 2     |
| Partito Socialista Unitario (PSU)                       | 10.237  | 5,0    | 1     |
| Partito Socialista Italiano di Unità Proletaria (PSIUP) | 8.239   | 4,0    | 1     |
| Movimento Sociale Italiano (MSI)                        | 7.145   | 3,5    | 1     |
| Partito Liberale Italiano (PLI)                         | 3.682   | 1,8    | -     |
| Partito Repubblicano Italiano (PRI)                     | 1.426   | 0,7    | -     |
| Totale                                                  | 205.708 | 100,00 | 30    |

- Provincia di Firenze

| Liste                                                    | Voti    | %      | Seggi |
| -------------------------------------------------------- | ------- | ------ | ----- |
| Partito Comunista Italiano (PCI)                         | 347.596 | 45,4   | 17    |
| Democrazia Cristiana (DC)                                | 219.125 | 28,6   | 11    |
| Partito Socialista Italiano (PSI)                        | 63.875  | 8,3    | 3     |
| Partito Socialista Unitario (PSU)                        | 53.981  | 7,0    | 2     |
| Movimento Sociale Italiano (MSI)                         | 26.174  | 3,4    | 1     |
| Partito Liberale Italiano (PLI)                          | 25.807  | 3,4    | 1     |
| Partito Socialista Italiano di Unità Proletaria (PSIUP)  | 18.332  | 2,4    | 1     |
| Partito Repubblicano Italiano (PRI)                      | 9.062   | 1,2    | -     |
| Partito Democratico Italiano di Unità Monarchica (PDIUM) | 2.394   | 0,3    | -     |
| Totale                                                   | 766.646 | 100,00 | 36    |

- Provincia di Grosseto

| Liste                                                   | Voti    | %      | Seggi |
| ------------------------------------------------------- | ------- | ------ | ----- |
| Partito Comunista Italiano (PCI)                        | 61.663  | 42,1   | 11    |
| Democrazia Cristiana (DC)                               | 36.247  | 24,8   | 6     |
| Partito Socialista Italiano (PSI)                       | 14.476  | 9,9    | 2     |
| Partito Socialista Unitario (PSU)                       | 10.442  | 7,1    | 2     |
| Partito Repubblicano Italiano (PRI)                     | 9.822   | 6,7    | 2     |
| Movimento Sociale Italiano (MSI)                        | 6.789   | 4,7    | 1     |
| Partito Socialista Italiano di Unità Proletaria (PSIUP) | 3.801   | 2,6    | -     |
| Partito Liberale Italiano (PLI)                         | 3.095   | 2,1    | -     |
| Totale                                                  | 146.335 | 100,00 | 24    |

- Provincia di Livorno

| Liste                                                   | Voti    | %      | Seggi |
| ------------------------------------------------------- | ------- | ------ | ----- |
| Partito Comunista Italiano (PCI)                        | 108.082 | 48,3   | 15    |
| Democrazia Cristiana (DC)                               | 51.781  | 23,2   | 7     |
| Partito Socialista Italiano (PSI)                       | 18.273  | 8,2    | 2     |
| Partito Socialista Unitario (PSU)                       | 13.819  | 6,2    | 2     |
| Movimento Sociale Italiano (MSI)                        | 9.711   | 4,3    | 1     |
| Partito Socialista Italiano di Unità Proletaria (PSIUP) | 9.430   | 4,2    | 1     |
| Partito Liberale Italiano (PLI)                         | 6.766   | 3,0    | 1     |
| Partito Repubblicano Italiano (PRI)                     | 5.826   | 2,6    | 1     |
| Totale                                                  | 223.688 | 100,00 | 30    |

- Provincia di Lucca

| Liste                                                   | Voti    | %      | Seggi |
| ------------------------------------------------------- | ------- | ------ | ----- |
| Democrazia Cristiana (DC)                               | 109.133 | 44,9   | 14    |
| Partito Comunista Italiano (PCI)                        | 54.792  | 22,6   | 7     |
| Partito Socialista Italiano (PSI)                       | 25.846  | 10,6   | 3     |
| Partito Socialista Unitario (PSU)                       | 18.638  | 7,7    | 2     |
| Movimento Sociale Italiano (MSI)                        | 12.390  | 5,1    | 1     |
| Partito Liberale Italiano (PLI)                         | 8.377   | 3,5    | 1     |
| Partito Socialista Italiano di Unità Proletaria (PSIUP) | 7.600   | 3,1    | 1     |
| Partito Repubblicano Italiano (PRI)                     | 6.066   | 2,5    | 1     |
| Totale                                                  | 242.842 | 100,00 | 30    |

- Provincia di Massa-Carrara

| Liste                                                   | Voti    | %      | Seggi |
| ------------------------------------------------------- | ------- | ------ | ----- |
| Democrazia Cristiana (DC)                               | 39.321  | 30,6   | 8     |
| Partito Comunista Italiano (PCI)                        | 34.919  | 27,1   | 7     |
| Partito Socialista Italiano (PSI)                       | 13.760  | 10,7   | 3     |
| Partito Repubblicano Italiano (PRI)                     | 12.251  | 9,6    | 2     |
| Partito Socialista Unitario (PSU)                       | 10.501  | 8,1    | 2     |
| Partito Socialista Italiano di Unità Proletaria (PSIUP) | 8.674   | 6,8    | 1     |
| Movimento Sociale Italiano (MSI)                        | 5.173   | 4,0    | 1     |
| Partito Liberale Italiano (PLI)                         | 3.086   | 2,3    | -     |
| Altri                                                   | 1.007   | 0,8    | -     |
| Totale                                                  | 128.692 | 100,00 | 24    |

- Provincia di Pisa

| Liste                                                   | Voti    | %      | Seggi |
| ------------------------------------------------------- | ------- | ------ | ----- |
| Partito Comunista Italiano (PCI)                        | 110.284 | 43,6   | 14    |
| Democrazia Cristiana (DC)                               | 71.983  | 28,4   | 9     |
| Partito Socialista Italiano (PSI)                       | 26.575  | 10,5   | 3     |
| Movimento Sociale Italiano (MSI)                        | 14.413  | 5,7    | 2     |
| Partito Socialista Unitario (PSU)                       | 13.286  | 5,2    | 1     |
| Partito Socialista Italiano di Unità Proletaria (PSIUP) | 7.226   | 2,9    | 1     |
| Partito Liberale Italiano (PLI)                         | 4.759   | 1,9    | -     |
| Partito Repubblicano Italiano (PRI)                     | 4.660   | 1,8    | -     |
| Totale                                                  | 253.188 | 100,00 | 30    |

- Provincia di Pistoia

| Liste                                                   | Voti    | %      | Seggi |
| ------------------------------------------------------- | ------- | ------ | ----- |
| Partito Comunista Italiano (PCI)                        | 76.849  | 45,6   | 12    |
| Democrazia Cristiana (DC)                               | 49.186  | 29,2   | 7     |
| Partito Socialista Italiano (PSI)                       | 14.370  | 8,5    | 2     |
| Partito Socialista Unitario (PSU)                       | 11.572  | 6,9    | 2     |
| Movimento Sociale Italiano (MSI)                        | 6.418   | 3,8    | 1     |
| Partito Socialista Italiano di Unità Proletaria (PSIUP) | 4.025   | 2,4    | -     |
| Partito Liberale Italiano (PLI)                         | 3.822   | 2,3    | -     |
| Partito Repubblicano Italiano (PRI)                     | 2.124   | 1,2    | -     |
| Totale                                                  | 167.366 | 100,00 | 24    |

- Provincia di Siena

| Liste                                                   | Voti    | %      | Seggi |
| ------------------------------------------------------- | ------- | ------ | ----- |
| Partito Comunista Italiano (PCI)                        | 99.063  | 54,2   | 14    |
| Democrazia Cristiana (DC)                               | 43.870  | 24,0   | 6     |
| Partito Socialista Italiano (PSI)                       | 13.525  | 7,4    | 2     |
| Partito Socialista Italiano di Unità Proletaria (PSIUP) | 7.669   | 4,2    | 1     |
| Partito Socialista Unitario (PSU)                       | 7.568   | 4,2    | 1     |
| Movimento Sociale Italiano (MSI)                        | 5.363   | 2,9    | -     |
| Partito Liberale Italiano (PLI)                         | 4.087   | 2,2    | -     |
| Partito Repubblicano Italiano (PRI)                     | 1.641   | 0,9    | -     |
| Totale                                                  | 182.786 | 100,00 | 24    |

Umbria
- Provincia di Perugia

| Liste                                                   | Voti    | %      | Seggi |
| ------------------------------------------------------- | ------- | ------ | ----- |
| Partito Comunista Italiano (PCI)                        | 154.543 | 42,6   | 13    |
| Democrazia Cristiana (DC)                               | 103.174 | 28,4   | 9     |
| Partito Socialista Italiano (PSI)                       | 37.735  | 10,4   | 3     |
| Movimento Sociale Italiano (MSI)                        | 18.574  | 5,1    | 2     |
| Partito Socialista Unitario (PSU)                       | 16.687  | 4,6    | 1     |
| Partito Socialista Italiano di Unità Proletaria (PSIUP) | 16.634  | 4,6    | 1     |
| Partito Repubblicano Italiano (PRI)                     | 8.911   | 2,5    | 1     |
| Partito Liberale Italiano (PLI)                         | 6.428   | 1,8    | -     |
| Totale                                                  | 362.686 | 100,00 | 30    |

- Provincia di Terni

| Liste                                                   | Voti    | %      | Seggi |
| ------------------------------------------------------- | ------- | ------ | ----- |
| Partito Comunista Italiano (PCI)                        | 61.110  | 41,0   | 10    |
| Democrazia Cristiana (DC)                               | 38.976  | 26,2   | 7     |
| Partito Socialista Italiano (PSI)                       | 14.412  | 9,7    | 2     |
| Movimento Sociale Italiano (MSI)                        | 10.963  | 7,4    | 2     |
| Partito Socialista Italiano di Unità Proletaria (PSIUP) | 7.664   | 5,1    | 1     |
| Partito Socialista Unitario (PSU)                       | 6.758   | 4,5    | 1     |
| Partito Repubblicano Italiano (PRI)                     | 5.637   | 3,8    | 1     |
| Partito Liberale Italiano (PLI)                         | 3.403   | 2,3    | -     |
| Totale                                                  | 148.923 | 100,00 | 24    |

Marche
- Provincia di Ancona

| Liste                                                   | Voti    | %      | Seggi |
| ------------------------------------------------------- | ------- | ------ | ----- |
| Democrazia Cristiana (DC)                               | 94.399  | 34,9   | 11    |
| Partito Comunista Italiano (PCI)                        | 87.886  | 32,5   | 10    |
| Partito Socialista Italiano (PSI)                       | 28.947  | 10,7   | 3     |
| Partito Repubblicano Italiano (PRI)                     | 17.703  | 6,5    | 2     |
| Partito Socialista Unitario (PSU)                       | 17.028  | 6,3    | 2     |
| Movimento Sociale Italiano (MSI)                        | 8.997   | 3,3    | 1     |
| Partito Liberale Italiano (PLI)                         | 8.039   | 3,0    | 1     |
| Partito Socialista Italiano di Unità Proletaria (PSIUP) | 7.629   | 2,8    | -     |
| Totale                                                  | 270.628 | 100,00 | 30    |

- Provincia di Ascoli Piceno

| Liste                                                   | Voti    | %      | Seggi |
| ------------------------------------------------------- | ------- | ------ | ----- |
| Democrazia Cristiana (DC)                               | 74.985  | 36,4   | 11    |
| Partito Comunista Italiano (PCI)                        | 62.614  | 34,0   | 10    |
| Partito Socialista Unitario (PSU)                       | 15.545  | 7,5    | 2     |
| Partito Socialista Italiano (PSI)                       | 14.716  | 7,1    | 2     |
| Movimento Sociale Italiano (MSI)                        | 13.679  | 6,6    | 2     |
| Partito Repubblicano Italiano (PRI)                     | 9.372   | 4,6    | 1     |
| Partito Socialista Italiano di Unità Proletaria (PSIUP) | 8.968   | 4,4    | 1     |
| Partito Liberale Italiano (PLI)                         | 6.270   | 3,0    | 1     |
| Totale                                                  | 206.149 | 100,00 | 30    |

- Provincia di Macerata

| Liste                                                   | Voti    | %      | Seggi |
| ------------------------------------------------------- | ------- | ------ | ----- |
| Democrazia Cristiana (DC)                               | 80.016  | 43,6   | 11    |
| Partito Comunista Italiano (PCI)                        | 44.703  | 24,4   | 6     |
| Partito Socialista Italiano (PSI)                       | 15.993  | 8,7    | 2     |
| Partito Socialista Unitario (PSU)                       | 14.791  | 8,1    | 2     |
| Movimento Sociale Italiano (MSI)                        | 8.333   | 4,5    | 1     |
| Partito Repubblicano Italiano (PRI)                     | 7.981   | 4,4    | 1     |
| Partito Socialista Italiano di Unità Proletaria (PSIUP) | 6.327   | 3,4    | 1     |
| Partito Liberale Italiano (PLI)                         | 5.241   | 2,9    | -     |
| Totale                                                  | 183.385 | 100,00 | 26    |

- Provincia di Pesaro e Urbino

| Liste                                                   | Voti    | %      | Seggi |
| ------------------------------------------------------- | ------- | ------ | ----- |
| Partito Comunista Italiano (PCI)                        | 80.316  | 40,0   | 13    |
| Democrazia Cristiana (DC)                               | 68.806  | 34,3   | 11    |
| Partito Socialista Italiano (PSI)                       | 15.754  | 7,8    | 2     |
| Partito Socialista Unitario (PSU)                       | 12.702  | 6,3    | 2     |
| Partito Socialista Italiano di Unità Proletaria (PSIUP) | 10.981  | 5,5    | 1     |
| Movimento Sociale Italiano (MSI)                        | 5.328   | 2,7    | 1     |
| Partito Repubblicano Italiano (PRI)                     | 3.497   | 1,7    | -     |
| Partito Liberale Italiano (PLI)                         | 3.479   | 1,7    | -     |
| Totale                                                  | 200.861 | 100,00 | 30    |

Lazio
- Provincia di Frosinone

| Liste                                                    | Voti    | %      | Seggi |
| -------------------------------------------------------- | ------- | ------ | ----- |
| Democrazia Cristiana (DC)                                | 91.228  | 38,1   | 12    |
| Partito Comunista Italiano (PCI)                         | 47.757  | 20,0   | 6     |
| Partito Socialista Italiano (PSI)                        | 30.362  | 12,8   | 4     |
| Partito Socialista Unitario (PSU)                        | 25.411  | 10,6   | 3     |
| Movimento Sociale Italiano (MSI)                         | 14.952  | 6,2    | 2     |
| Partito Liberale Italiano (PLI)                          | 9.935   | 4,2    | 1     |
| Partito Repubblicano Italiano (PRI)                      | 8.357   | 3,5    | 1     |
| Partito Socialista Italiano di Unità Proletaria (PSIUP)  | 5.137   | 2,1    | 1     |
| Partito Democratico Italiano di Unità Monarchica (PDIUM) | 4.273   | 1,8    | -     |
| Totale                                                   | 239.040 | 100,00 | 30    |

- Provincia di Latina

| Liste                                                   | Voti    | %      | Seggi |
| ------------------------------------------------------- | ------- | ------ | ----- |
| Democrazia Cristiana (DC)                               | 70.447  | 35,5   | 11    |
| Partito Comunista Italiano (PCI)                        | 45.912  | 23,1   | 7     |
| Movimento Sociale Italiano (MSI)                        | 22.789  | 11,5   | 3     |
| Partito Socialista Italiano (PSI)                       | 19.980  | 10,1   | 3     |
| Partito Socialista Unitario (PSU)                       | 13.269  | 6,7    | 2     |
| Partito Repubblicano Italiano (PRI)                     | 12.019  | 6,0    | 2     |
| Partito Liberale Italiano (PLI)                         | 7.069   | 3,6    | 1     |
| Partito Socialista Italiano di Unità Proletaria (PSIUP) | 6.927   | 3,5    | 1     |
| Totale                                                  | 198.412 | 100,00 | 30    |

- Provincia di Rieti

| Liste                                                   | Voti   | %      | Seggi |
| ------------------------------------------------------- | ------ | ------ | ----- |
| Democrazia Cristiana (DC)                               | 33.563 | 37,2   | 9     |
| Partito Comunista Italiano (PCI)                        | 19.676 | 21,8   | 5     |
| Partito Socialista Italiano (PSI)                       | 12.792 | 14,2   | 4     |
| Movimento Sociale Italiano (MSI)                        | 7.455  | 8,3    | 2     |
| Partito Socialista Unitario (PSU)                       | 7.431  | 8,2    | 2     |
| Partito Repubblicano Italiano (PRI)                     | 4.477  | 5,0    | 1     |
| Partito Liberale Italiano (PLI)                         | 2.485  | 2,8    | 1     |
| Partito Socialista Italiano di Unità Proletaria (PSIUP) | 2.292  | 2,5    | -     |
| Totale                                                  | 90.171 | 100,00 | 24    |

- Provincia di Viterbo

| Liste                                                    | Voti    | %      | Seggi |
| -------------------------------------------------------- | ------- | ------ | ----- |
| Partito Comunista Italiano (PCI)                         | 52.759  | 32,4   | 8     |
| Democrazia Cristiana (DC)                                | 47.318  | 29,0   | 7     |
| Movimento Sociale Italiano (MSI)                         | 17.610  | 10,8   | 3     |
| Partito Socialista Italiano (PSI)                        | 15.875  | 9,7    | 2     |
| Partito Socialista Unitario (PSU)                        | 8.531   | 5,2    | 1     |
| Partito Liberale Italiano (PLI)                          | 7.240   | 4,5    | 1     |
| Partito Repubblicano Italiano (PRI)                      | 6.399   | 3,9    | 1     |
| Partito Socialista Italiano di Unità Proletaria (PSIUP)  | 6.059   | 3,7    | 1     |
| Partito Democratico Italiano di Unità Monarchica (PDIUM) | 1.354   | 0,8    | -     |
| Totale                                                   | 163.145 | 100,00 | 24    |

Abruzzo
- Provincia di Chieti

| Liste                                                   | Voti    | %      | Seggi |
| ------------------------------------------------------- | ------- | ------ | ----- |
| Democrazia Cristiana (DC)                               | 102.615 | 50,5   | 16    |
| Partito Comunista Italiano (PCI)                        | 40.931  | 20,2   | 6     |
| Partito Socialista Italiano (PSI)                       | 18.902  | 9,3    | 3     |
| Movimento Sociale Italiano (MSI)                        | 12.399  | 6,1    | 2     |
| Partito Repubblicano Italiano (PRI)                     | 8.695   | 4,3    | 1     |
| Partito Socialista Unitario (PSU)                       | 8.000   | 3,9    | 8     |
| Partito Socialista Italiano di Unità Proletaria (PSIUP) | 7.063   | 3,5    | 1     |
| Partito Liberale Italiano (PLI)                         | 4.552   | 2,2    | -     |
| Totale                                                  | 203.157 | 100,00 | 30    |

- Provincia dell'Aquila

| Liste                                                   | Voti    | %      | Seggi |
| ------------------------------------------------------- | ------- | ------ | ----- |
| Democrazia Cristiana (DC)                               | 75.424  | 43,8   | 14    |
| Partito Comunista Italiano (PCI)                        | 31.642  | 18,4   | 5     |
| Partito Socialista Italiano (PSI)                       | 21.157  | 12,3   | 4     |
| Partito Socialista Unitario (PSU)                       | 15.867  | 9,2    | 3     |
| Movimento Sociale Italiano (MSI)                        | 12.996  | 7,5    | 2     |
| Partito Liberale Italiano (PLI)                         | 5.838   | 3,4    | 1     |
| Partito Socialista Italiano di Unità Proletaria (PSIUP) | 5.307   | 3,1    | 1     |
| Partito Repubblicano Italiano (PRI)                     | 4.066   | 2,3    | -     |
| Totale                                                  | 172.298 | 100,00 | 30    |

- Provincia di Pescara

| Liste                                                   | Voti    | %      | Seggi |
| ------------------------------------------------------- | ------- | ------ | ----- |
| Democrazia Cristiana (DC)                               | 54.583  | 36,5   | 9     |
| Partito Comunista Italiano (PCI)                        | 40.556  | 27,1   | 7     |
| Partito Socialista Italiano (PSI)                       | 14.252  | 9,5    | 2     |
| Movimento Sociale Italiano (MSI)                        | 12.228  | 8,2    | 2     |
| Partito Socialista Unitario (PSU)                       | 11.148  | 7,5    | 2     |
| Partito Liberale Italiano (PLI)                         | 6.820   | 4,6    | 1     |
| Partito Repubblicano Italiano (PRI)                     | 5.449   | 3,6    | 1     |
| Partito Socialista Italiano di Unità Proletaria (PSIUP) | 4.434   | 3,0    | -     |
| Totale                                                  | 149.470 | 100,00 | 24    |

- Provincia di Teramo

| Liste                                                   | Voti    | %      | Seggi |
| ------------------------------------------------------- | ------- | ------ | ----- |
| Democrazia Cristiana (DC)                               | 59.522  | 41,6   | 10    |
| Partito Comunista Italiano (PCI)                        | 44.060  | 30,8   | 8     |
| Partito Socialista Italiano (PSI)                       | 10.928  | 7,6    | 2     |
| Movimento Sociale Italiano (MSI)                        | 6.685   | 4,7    | 1     |
| Partito Socialista Unitario (PSU)                       | 6.313   | 4,4    | 1     |
| Partito Socialista Italiano di Unità Proletaria (PSIUP) | 5.522   | 3,9    | 1     |
| Partito Liberale Italiano (PLI)                         | 3.121   | 2,2    | -     |
| Partito Repubblicano Italiano (PRI)                     | 1.501   | 1,1    | -     |
| Altri                                                   | 5.342   | 3,9    | 1     |
| Totale                                                  | 142.994 | 100,00 | 24    |

Molise
- Provincia di Campobasso

| Liste                                                   | Voti    | %      | Seggi |
| ------------------------------------------------------- | ------- | ------ | ----- |
| Democrazia Cristiana (DC)                               | 61.741  | 49,1   | 13    |
| Partito Comunista Italiano (PCI)                        | 19.766  | 15,7   | 4     |
| Partito Socialista Unitario (PSU)                       | 13.030  | 10,4   | 2     |
| Partito Socialista Italiano (PSI)                       | 10.070  | 8,0    | 2     |
| Movimento Sociale Italiano (MSI)                        | 7.412   | 5,9    | 1     |
| Partito Liberale Italiano (PLI)                         | 6.247   | 5,0    | 1     |
| Partito Repubblicano Italiano (PRI)                     | 4.104   | 3,3    | 1     |
| Partito Socialista Italiano di Unità Proletaria (PSIUP) | 3.284   | 2,6    | -     |
| Totale                                                  | 125.654 | 100,00 | 24    |

- Provincia di Isernia

| Liste                                                   | Voti   | %      | Seggi |
| ------------------------------------------------------- | ------ | ------ | ----- |
| Democrazia Cristiana (DC)                               | 21.736 | 43,7   | 11    |
| Partito Socialista Italiano (PSI)                       | 7.437  | 15,0   | 4     |
| Partito Comunista Italiano (PCI)                        | 6.232  | 12,5   | 3     |
| Partito Liberale Italiano (PLI)                         | 5.951  | 12,0   | 3     |
| Partito Socialista Unitario (PSU)                       | 3.434  | 6,9    | 2     |
| Movimento Sociale Italiano (MSI)                        | 3.102  | 6,2    | 1     |
| Partito Repubblicano Italiano (PRI)                     | 1.093  | 2,2    | -     |
| Partito Socialista Italiano di Unità Proletaria (PSIUP) | 769    | 1,5    | -     |
| Totale                                                  | 49.754 | 100,00 | 24    |

Campania
- Provincia di Avellino

| Liste                                                    | Voti    | %      | Seggi |
| -------------------------------------------------------- | ------- | ------ | ----- |
| Democrazia Cristiana (DC)                                | 79.615  | 36,7   | 11    |
| Partito Comunista Italiano (PCI)                         | 39.833  | 18,4   | 6     |
| Partito Socialista Italiano (PSI)                        | 28.726  | 13,2   | 4     |
| Partito Socialista Unitario (PSU)                        | 22.295  | 10,3   | 3     |
| Movimento Sociale Italiano (MSI)                         | 15.996  | 7,4    | 2     |
| Partito Democratico Italiano di Unità Monarchica (PDIUM) | 13.719  | 6,3    | 2     |
| Partito Socialista Italiano di Unità Proletaria (PSIUP)  | 7.915   | 3,6    | 1     |
| Partito Liberale Italiano (PLI)                          | 5.542   | 2,5    | 1     |
| Partito Repubblicano Italiano (PRI)                      | 3.380   | 1,6    | -     |
| Totale                                                   | 217.021 | 100,00 | 30    |

- Provincia di Benevento

| Liste                                                    | Voti    | %      | Seggi |
| -------------------------------------------------------- | ------- | ------ | ----- |
| Democrazia Cristiana (DC)                                | 60.396  | 37,7   | 12    |
| Partito Socialista Italiano (PSI)                        | 21.570  | 13,5   | 4     |
| Partito Liberale Italiano (PLI)                          | 17.476  | 10,9   | 3     |
| Partito Comunista Italiano (PCI)                         | 16.253  | 10,1   | 3     |
| Movimento Sociale Italiano (MSI)                         | 15.809  | 9,9    | 3     |
| Partito Socialista Unitario (PSU)                        | 14.741  | 9,2    | 3     |
| Partito Socialista Italiano di Unità Proletaria (PSIUP)  | 4.755   | 3,0    | 1     |
| Partito Democratico Italiano di Unità Monarchica (PDIUM) | 4.593   | 2,9    | 1     |
| Partito Repubblicano Italiano (PRI)                      | 4.504   | 2,8    | -     |
| Totale                                                   | 160.097 | 100,00 | 30    |

- Provincia di Caserta

| Liste                                                   | Voti    | %      | Seggi |
| ------------------------------------------------------- | ------- | ------ | ----- |
| Democrazia Cristiana (DC)                               | 126.179 | 38,0   | 12    |
| Partito Comunista Italiano (PCI)                        | 66.321  | 20,9   | 6     |
| Partito Socialista Italiano (PSI)                       | 46.619  | 14,0   | 4     |
| Partito Socialista Unitario (PSU)                       | 27.422  | 8,3    | 2     |
| Movimento Sociale Italiano (MSI)                        | 24.385  | 7,3    | 2     |
| Partito Liberale Italiano (PLI)                         | 18.682  | 5,0    | 2     |
| Partito Repubblicano Italiano (PRI)                     | 14.931  | 4,5    | 1     |
| Partito Socialista Italiano di Unità Proletaria (PSIUP) | 6.801   | 2,0    | 1     |
| Totale                                                  | 332.340 | 100,00 | 30    |

- Provincia di Napoli

| Liste                                                    | Voti      | %      | Seggi |
| -------------------------------------------------------- | --------- | ------ | ----- |
| Democrazia Cristiana (DC)                                | 431.506   | 32,6   | 15    |
| Partito Comunista Italiano (PCI)                         | 363.115   | 27,4   | 13    |
| Movimento Sociale Italiano (MSI)                         | 137.982   | 10,4   | 5     |
| Partito Socialista Italiano (PSI)                        | 135.075   | 10,2   | 4     |
| Partito Socialista Unitario (PSU)                        | 101.476   | 7,7    | 3     |
| Partito Liberale Italiano (PLI)                          | 50.925    | 3,9    | 2     |
| Partito Repubblicano Italiano (PRI)                      | 36.713    | 2,8    | 1     |
| Partito Democratico Italiano di Unità Monarchica (PDIUM) | 33.980    | 2,6    | 1     |
| Partito Socialista Italiano di Unità Proletaria (PSIUP)  | 32.374    | 2,4    | 1     |
| Totale                                                   | 1.323.146 | 100,00 | 45    |

- Provincia di Salerno

| Liste                                                    | Voti    | %      | Seggi |
| -------------------------------------------------------- | ------- | ------ | ----- |
| Democrazia Cristiana (DC)                                | 172.767 | 35,4   | 13    |
| Partito Comunista Italiano (PCI)                         | 79.849  | 16,2   | 6     |
| Partito Socialista Italiano (PSI)                        | 70.519  | 14,4   | 5     |
| Partito Socialista Unitario (PSU)                        | 43.752  | 9,0    | 3     |
| Movimento Sociale Italiano (MSI)                         | 43.622  | 8,9    | 3     |
| Partito Repubblicano Italiano (PRI)                      | 32.091  | 6,6    | 2     |
| Partito Liberale Italiano (PLI)                          | 20.637  | 4,2    | 2     |
| Partito Socialista Italiano di Unità Proletaria (PSIUP)  | 15.773  | 3,3    | 1     |
| Partito Democratico Italiano di Unità Monarchica (PDIUM) | 7.841   | 1,6    | 1     |
| Altri                                                    | 2.073   | 0,4    | -     |
| Totale                                                   | 488.924 | 100,00 | 36    |

Puglia
- Provincia di Bari

| Liste                                                    | Voti    | %      | Seggi |
| -------------------------------------------------------- | ------- | ------ | ----- |
| Democrazia Cristiana (DC)                                | 259.566 | 37,3   | 14    |
| Partito Comunista Italiano (PCI)                         | 184.393 | 26,5   | 10    |
| Partito Socialista Italiano (PSI)                        | 83.337  | 12,0   | 4     |
| Movimento Sociale Italiano (MSI)                         | 57.875  | 8,3    | 3     |
| Partito Socialista Unitario (PSU)                        | 37.514  | 5,4    | 2     |
| Partito Liberale Italiano (PLI)                          | 25.359  | 3,6    | 3     |
| Partito Socialista Italiano di Unità Proletaria (PSIUP)  | 19.117  | 2,7    | 1     |
| Partito Repubblicano Italiano (PRI)                      | 18.059  | 2,6    | 1     |
| Partito Democratico Italiano di Unità Monarchica (PDIUM) | 8.614   | 1,7    | -     |
| Altri                                                    | 2.785   | 0,4    | -     |
| Totale                                                   | 696.949 | 100,00 | 36    |

- Provincia di Brindisi

| Liste                                                    | Voti    | %      | Seggi |
| -------------------------------------------------------- | ------- | ------ | ----- |
| Democrazia Cristiana (DC)                                | 77.342  | 40,5   | 13    |
| Partito Comunista Italiano (PCI)                         | 51.456  | 26,9   | 8     |
| Movimento Sociale Italiano (MSI)                         | 22.377  | 11,7   | 4     |
| Partito Socialista Italiano (PSI)                        | 19.200  | 10,0   | 3     |
| Partito Socialista Unitario (PSU)                        | 9.718   | 5,1    | 1     |
| Partito Socialista Italiano di Unità Proletaria (PSIUP)  | 4.610   | 2,4    | 1     |
| Partito Liberale Italiano (PLI)                          | 3.711   | 1,9    | -     |
| Partito Repubblicano Italiano (PRI)                      | 1.640   | 0,9    | -     |
| Partito Democratico Italiano di Unità Monarchica (PDIUM) | 1.110   | 0,6    | -     |
| Totale                                                   | 191.164 | 100,00 | 30    |

- Provincia di Lecce

| Liste                                                   | Voti    | %      | Seggi |
| ------------------------------------------------------- | ------- | ------ | ----- |
| Democrazia Cristiana (DC)                               | 149.595 | 41,3   | 13    |
| Partito Comunista Italiano (PCI)                        | 58.945  | 16,3   | 5     |
| Partito Socialista Italiano (PSI)                       |         | 15,8   | 5     |
| Movimento Sociale Italiano (MSI)                        | 39.873  | 11,0   | 3     |
| Partito Socialista Unitario (PSU)                       | 17.731  | 4,9    | 1     |
| Partito Liberale Italiano (PLI)                         | 12.888  | 3,6    | 1     |
| Partito Repubblicano Italiano (PRI)                     | 12.546  | 3,5    | 1     |
| Partito Socialista Italiano di Unità Proletaria (PSIUP) | 8.738   | 2,4    | 1     |
| Totale                                                  | 362.134 | 100,00 | 30    |

- Provincia di Taranto

| Liste                                                    | Voti    | %      | Seggi |
| -------------------------------------------------------- | ------- | ------ | ----- |
| Democrazia Cristiana (DC)                                | 98.520  | 37,5   | 12    |
| Partito Comunista Italiano (PCI)                         | 81.619  | 31,0   | 10    |
| Movimento Sociale Italiano (MSI)                         | 26.284  | 10,0   | 3     |
| Partito Socialista Italiano (PSI)                        | 23.941  | 9,1    | 3     |
| Partito Socialista Unitario (PSU)                        | 8.685   | 3,3    | 1     |
| Partito Repubblicano Italiano (PRI)                      | 6.753   | 2,6    | 1     |
| Partito Liberale Italiano (PLI)                          | 5.846   | 2,2    | -     |
| Partito Socialista Italiano di Unità Proletaria (PSIUP)  | 5.195   | 2,0    | -     |
| Partito Democratico Italiano di Unità Monarchica (PDIUM) | 1.637   | 0,6    | -     |
| Altri                                                    | 4.519   | 1,7    | -     |
| Totale                                                   | 263.006 | 100,00 | 30    |

Basilicata
- Provincia di Matera

| Liste                                                   | Voti   | %      | Seggi |
| ------------------------------------------------------- | ------ | ------ | ----- |
| Democrazia Cristiana (DC)                               | 38.541 | 38,5   | 10    |
| Partito Comunista Italiano (PCI)                        | 28.788 | 28,8   | 7     |
| Partito Socialista Unitario (PSU)                       | 10.585 | 10,6   | 3     |
| Partito Socialista Italiano (PSI)                       | 9.668  | 9,7    | 2     |
| Movimento Sociale Italiano (MSI)                        | 5.498  | 5,5    | 1     |
| Partito Liberale Italiano (PLI)                         | 2.752  | 2,7    | 1     |
| Partito Socialista Italiano di Unità Proletaria (PSIUP) | 2.353  | 2,4    | -     |
| Partito Repubblicano Italiano (PRI)                     | 1.805  | 1,8    | -     |
| Totale                                                  | 99.990 | 100,00 | 24    |

- Provincia di Potenza

| Liste                                                   | Voti    | %      | Seggi |
| ------------------------------------------------------- | ------- | ------ | ----- |
| Democrazia Cristiana (DC)                               | 83.460  | 40,3   | 13    |
| Partito Comunista Italiano (PCI)                        | 46.928  | 22,6   | 7     |
| Partito Socialista Italiano (PSI)                       | 31.605  | 15,3   | 5     |
| Partito Socialista Unitario (PSU)                       | 16.457  | 7,9    | 2     |
| Movimento Sociale Italiano (MSI)                        | 11.195  | 5,4    | 1     |
| Partito Liberale Italiano (PLI)                         | 7.357   | 3,6    | 1     |
| Partito Socialista Italiano di Unità Proletaria (PSIUP) | 5.664   | 2,7    | 1     |
| Partito Repubblicano Italiano (PRI)                     | 4.587   | 2,2    | -     |
| Totale                                                  | 207.253 | 100,00 | 30    |

Calabria
- Provincia di Catanzaro

| Liste                                                    | Voti    | %      | Seggi |
| -------------------------------------------------------- | ------- | ------ | ----- |
| Democrazia Cristiana (DC)                                | 117.358 | 36,1   | 13    |
| Partito Comunista Italiano (PCI)                         | 83.494  | 25,7   | 10    |
| Partito Socialista Italiano (PSI)                        | 42.378  | 13,0   | 5     |
| Movimento Sociale Italiano (MSI)                         | 27.272  | 8,4    | 3     |
| Partito Socialista Unitario (PSU)                        | 16.505  | 5,1    | 2     |
| Partito Repubblicano Italiano (PRI)                      | 13.508  | 4,1    | 1     |
| Partito Liberale Italiano (PLI)                          | 11.638  | 3,6    | 1     |
| Partito Socialista Italiano di Unità Proletaria (PSIUP)  | 11.190  | 3,4    | 1     |
| Partito Democratico Italiano di Unità Monarchica (PDIUM) | 2.108   | 0,6    | -     |
| Totale                                                   | 325.451 | 100,00 | 36    |

- Provincia di Cosenza

| Liste                                                   | Voti    | %      | Seggi |
| ------------------------------------------------------- | ------- | ------ | ----- |
| Democrazia Cristiana (DC)                               | 119.210 | 37,2   | 12    |
| Partito Comunista Italiano (PCI)                        | 80.975  | 25,2   | 8     |
| Partito Socialista Italiano (PSI)                       | 49.668  | 15,5   | 5     |
| Movimento Sociale Italiano (MSI)                        | 24.532  | 7,6    | 2     |
| Partito Socialista Italiano di Unità Proletaria (PSIUP) | 15.755  | 4,9    | 1     |
| Partito Socialista Unitario (PSU)                       | 14.961  | 4,7    | 1     |
| Partito Liberale Italiano (PLI)                         | 9.225   | 2,9    | 1     |
| Partito Repubblicano Italiano (PRI)                     | 6.384   | 2,0    | -     |
| Totale                                                  | 320.710 | 100,00 | 30    |

- Provincia di Reggio Calabria

| Liste                                                    | Voti    | %      | Seggi |
| -------------------------------------------------------- | ------- | ------ | ----- |
| Democrazia Cristiana (DC)                                | 94.952  | 33,0   | 10    |
| Partito Comunista Italiano (PCI)                         | 63.693  | 22,1   | 7     |
| Partito Socialista Italiano (PSI)                        | 44.438  | 15,4   | 5     |
| Movimento Sociale Italiano (MSI)                         | 26.998  | 9,4    | 3     |
| Partito Socialista Unitario (PSU)                        | 17.676  | 6,1    | 2     |
| Partito Socialista Italiano di Unità Proletaria (PSIUP)  | 14.560  | 5,1    | 1     |
| Partito Repubblicano Italiano (PRI)                      | 14.347  | 5,0    | 1     |
| Partito Liberale Italiano (PLI)                          | 8.664   | 3,0    | 1     |
| Partito Democratico Italiano di Unità Monarchica (PDIUM) | 2.439   | 0,9    | -     |
| Totale                                                   | 287.767 | 100,00 | 30    |

Sardegna
- Provincia di Cagliari

| Liste                                                    | Voti    | %      | Seggi |
| -------------------------------------------------------- | ------- | ------ | ----- |
| Democrazia Cristiana (DC)                                | 142.790 | 36,8   | 14    |
| Partito Comunista Italiano (PCI)                         | 93.414  | 24,1   | 9     |
| Partito Socialista Italiano (PSI)                        | 34.699  | 8,9    | 3     |
| Partito Socialista Unitario (PSU)                        | 24.628  | 6,3    | 2     |
| Partito Liberale Italiano (PLI)                          | 20.056  | 5,2    | 2     |
| Movimento Sociale Italiano (MSI)                         | 19.355  | 5,0    | 2     |
| Partito Socialista Italiano di Unità Proletaria (PSIUP)  | 17.441  | 4,5    | 1     |
| Partito Sardo d'Azione (PSd'Az)                          | 16.736  | 4,3    | 1     |
| Partito Democratico Italiano di Unità Monarchica (PDIUM) | 11.139  | 2,9    | 1     |
| Partito Repubblicano Italiano (PRI)                      | 7.914   | 2,0    | 1     |
| Totale                                                   | 388.172 | 100,00 | 36    |

1. ↑  Con il Movimento Sardo Autonomo.

- Provincia di Nuoro

| Liste                                                    | Voti    | %      | Seggi |
| -------------------------------------------------------- | ------- | ------ | ----- |
| Democrazia Cristiana (DC)                                | 52.923  | 39,5   | 10    |
| Partito Comunista Italiano (PCI)                         | 26.608  | 19,9   | 5     |
| Partito Socialista Italiano (PSI)                        | 14.774  | 11,0   | 3     |
| Partito Socialista Italiano di Unità Proletaria (PSIUP)  | 7.929   | 5,9    | 1     |
| Partito Sardo d'Azione (PSd'Az)                          | 7.710   | 5,8    | 1     |
| Partito Repubblicano Italiano (PRI)                      | 6.280   | 4,7    | 1     |
| Movimento Sociale Italiano (MSI)                         | 6.239   | 4,7    | 1     |
| Partito Socialista Unitario (PSU)                        | 5.546   | 4,1    | 1     |
| Partito Liberale Italiano (PLI)                          | 4.057   | 3,0    | 1     |
| Partito Democratico Italiano di Unità Monarchica (PDIUM) | 1.928   | 1,4    | -     |
| Totale                                                   | 133.894 | 100,00 | 24    |

1. ↑  Con il Movimento Sardo Autonomo.

- Provincia di Sassari

| Liste                                                    | Voti    | %      | Seggi |
| -------------------------------------------------------- | ------- | ------ | ----- |
| Democrazia Cristiana (DC)                                | 76.544  | 37,9   | 12    |
| Partito Comunista Italiano (PCI)                         | 35.461  | 17,5   | 5     |
| Partito Socialista Italiano (PSI)                        | 24.915  | 12,3   | 4     |
| Partito Socialista Unitario (PSU)                        | 15.033  | 7,4    | 2     |
| Movimento Sociale Italiano (MSI)                         | 13.543  | 6,7    | 2     |
| Partito Liberale Italiano (PLI)                          | 9.738   | 4,8    | 1     |
| Partito Socialista Italiano di Unità Proletaria (PSIUP)  | 7.885   | 3,9    | 1     |
| Partito Repubblicano Italiano (PRI)                      | 7.275   | 3,7    | 1     |
| Partito Democratico Italiano di Unità Monarchica (PDIUM) | 6.665   | 3,3    | 1     |
| Partito Sardo d'Azione (PSd'Az)                          | 5.063   | 2,5    | 1     |
| Totale                                                   | 202.122 | 100,00 | 30    |

Sicilia
- Provincia di Agrigento

| Liste                                                   | Voti    | %      | Seggi |
| ------------------------------------------------------- | ------- | ------ | ----- |
| Democrazia Cristiana (DC)                               | 91.505  | 42,4   | 14    |
| Partito Comunista Italiano (PCI)                        | 56.880  | 26,3   | 8     |
| Partito Socialista Italiano (PSI)                       | 28.756  | 13,4   | 4     |
| Movimento Sociale Italiano (MSI)                        | 11.280  | 5,2    | 2     |
| Partito Socialista Italiano di Unità Proletaria (PSIUP) | 10.757  | 5,0    | 1     |
| Partito Liberale Italiano (PLI)                         | 5.883   | 2,7    | 1     |
| Partito Socialista Unitario (PSU)                       | 5.634   | 2,6    | 1     |
| Partito Repubblicano Italiano (PRI)                     | 5.183   | 2,4    | 1     |
| Altri                                                   | 258     | 0,1    | -     |
| Totale                                                  | 216.136 | 100,00 | 32    |

- Provincia di Caltanissetta

| Liste                                                   | Voti    | %      | Seggi |
| ------------------------------------------------------- | ------- | ------ | ----- |
| Democrazia Cristiana (DC)                               | 57.142  | 40,7   | 13    |
| Partito Comunista Italiano (PCI)                        | 37.517  | 26,7   | 9     |
| Partito Socialista Italiano (PSI)                       | 16.203  | 11,6   | 4     |
| Movimento Sociale Italiano (MSI)                        | 9.428   | 6,7    | 2     |
| Partito Socialista Unitario (PSU)                       | 8.944   | 6,4    | 2     |
| Partito Socialista Italiano di Unità Proletaria (PSIUP) | 5.351   | 3,8    | 1     |
| Partito Liberale Italiano (PLI)                         | 2.913   | 2,1    | 1     |
| Partito Repubblicano Italiano (PRI)                     | 2.785   | 2,0    | -     |
| Totale                                                  | 140.283 | 100,00 | 32    |

- Provincia di Catania

| Liste                                                    | Voti    | %      | Seggi |
| -------------------------------------------------------- | ------- | ------ | ----- |
| Democrazia Cristiana (DC)                                | 204.816 | 41,9   | 17    |
| Partito Comunista Italiano (PCI)                         | 92.826  | 19,4   | 8     |
| Movimento Sociale Italiano (MSI)                         | 43.976  | 9,2    | 4     |
| Partito Socialista Italiano (PSI)                        | 43.615  | 9,1    | 3     |
| Partito Socialista Unitario (PSU)                        | 23.747  | 5,0    | 2     |
| Partito Liberale Italiano (PLI)                          | 20.750  | 4,4    | 2     |
| Partito Repubblicano Italiano (PRI)                      | 20.511  | 4,3    | 2     |
| Partito Socialista Italiano di Unità Proletaria (PSIUP)  | 18084   | 3,8    | 1     |
| Partito Democratico Italiano di Unità Monarchica (PDIUM) | 8.932   | 1,9    | 1     |
| Totale                                                   | 477.376 | 100,00 | 40    |

- Provincia di Enna

| Liste                                                   | Voti    | %      | Seggi |
| ------------------------------------------------------- | ------- | ------ | ----- |
| Democrazia Cristiana (DC)                               | 37.651  | 37,5   | 9     |
| Partito Comunista Italiano (PCI)                        | 22.821  | 22,7   | 6     |
| Partito Socialista Italiano (PSI)                       | 13.953  | 13,9   | 3     |
| Movimento Sociale Italiano (MSI)                        | 9.655   | 9,6    | 2     |
| Partito Socialista Italiano di Unità Proletaria (PSIUP) | 6.674   | 6,6    | 2     |
| Partito Socialista Unitario (PSU)                       | 4.916   | 4,9    | 1     |
| Partito Repubblicano Italiano (PRI)                     | 2.890   | 2,9    | 1     |
| Partito Liberale Italiano (PLI)                         | 1.384   | 1,4    | -     |
| Altri                                                   | 563     | 0,5    | -     |
| Totale                                                  | 100.507 | 100,00 | 24    |

- Provincia di Messina

| Liste                                                    | Voti    | %      | Seggi |
| -------------------------------------------------------- | ------- | ------ | ----- |
| Democrazia Cristiana (DC)                                | 135.965 | 39,2   | 16    |
| Partito Comunista Italiano (PCI)                         | 42.534  | 12,3   | 5     |
| Partito Socialista Italiano (PSI)                        | 40.076  | 11,6   | 5     |
| Movimento Sociale Italiano (MSI)                         | 31.387  | 9,1    | 4     |
| Partito Liberale Italiano (PLI)                          | 28.672  | 8,3    | 3     |
| Partito Socialista Unitario (PSU)                        | 26.619  | 7,7    | 3     |
| Partito Repubblicano Italiano (PRI)                      | 19.549  | 5,6    | 2     |
| Partito Socialista Italiano di Unità Proletaria (PSIUP)  | 16791   | 4,8    | 2     |
| Partito Democratico Italiano di Unità Monarchica (PDIUM) | 4.860   | 1,4    | -     |
| Totale                                                   | 346.453 | 100,00 | 40    |

- Provincia di Palermo

| Liste                                                    | Voti    | %      | Seggi |
| -------------------------------------------------------- | ------- | ------ | ----- |
| Democrazia Cristiana (DC)                                | 228.744 | 41,9   | 17    |
| Partito Comunista Italiano (PCI)                         | 87.601  | 16,0   | 6     |
| Partito Socialista Italiano (PSI)                        | 57.990  | 10,6   | 4     |
| Partito Socialista Unitario (PSU)                        | 35.287  | 6,5    | 3     |
| Partito Repubblicano Italiano (PRI)                      | 35.269  | 6,5    | 3     |
| Partito Liberale Italiano (PLI)                          | 31.466  | 5,8    | 2     |
| Movimento Sociale Italiano (MSI)                         | 31.294  | 5,7    | 2     |
| Partito Socialista Italiano di Unità Proletaria (PSIUP)  | 22.640  | 4,1    | 2     |
| Partito Democratico Italiano di Unità Monarchica (PDIUM) | 15.358  | 2,8    | 1     |
| Altri                                                    | 311     | 0,1    | -     |
| Totale                                                   | 545.960 | 100,00 | 40    |

- Provincia di Ragusa

| Liste                                                   | Voti    | %      | Seggi |
| ------------------------------------------------------- | ------- | ------ | ----- |
| Democrazia Cristiana (DC)                               | 55.463  | 39,7   | 10    |
| Partito Comunista Italiano (PCI)                        | 38.283  | 27,4   | 7     |
| Partito Socialista Italiano (PSI)                       | 12.964  | 9,3    | 2     |
| Movimento Sociale Italiano (MSI)                        | 8.848   | 6,3    | 1     |
| Partito Socialista Italiano di Unità Proletaria (PSIUP) | 5.746   | 4,1    | 1     |
| Partito Socialista Unitario (PSU)                       | 5.648   | 4,0    | 1     |
| Partito Repubblicano Italiano (PRI)                     | 4.452   | 3,2    | 1     |
| Partito Liberale Italiano (PLI)                         | 4.366   | 3,1    | 1     |
| Altri                                                   | 70      | 0,0    | -     |
| Totale                                                  | 139.705 | 100,00 | 24    |

- Provincia di Siracusa

| Liste                                                    | Voti    | %      | Seggi |
| -------------------------------------------------------- | ------- | ------ | ----- |
| Democrazia Cristiana (DC)                                | 73.839  | 39,5   | 13    |
| Partito Comunista Italiano (PCI)                         | 45.404  | 24,3   | 8     |
| Partito Socialista Italiano (PSI)                        | 17.855  | 9,5    | 3     |
| Partito Liberale Italiano (PLI)                          | 11.327  | 6,1    | 2     |
| Partito Socialista Unitario (PSU)                        | 10.308  | 5,5    | 2     |
| Movimento Sociale Italiano (MSI)                         | 10.212  | 5,5    | 2     |
| Partito Socialista Italiano di Unità Proletaria (PSIUP)  | 9.090   | 4,9    | 1     |
| Partito Repubblicano Italiano (PRI)                      | 6.835   | 3,6    | 1     |
| Partito Democratico Italiano di Unità Monarchica (PDIUM) | 579     | 0,3    | -     |
| Altri                                                    | 1.476   | 0,8    | -     |
| Totale                                                   | 186.925 | 100,00 | 32    |

- Provincia di Trapani

| Liste                                                    | Voti    | %      | Seggi |
| -------------------------------------------------------- | ------- | ------ | ----- |
| Democrazia Cristiana (DC)                                | 69.975  | 32,1   | 11    |
| Partito Comunista Italiano (PCI)                         | 47.220  | 21,7   | 7     |
| Partito Socialista Italiano (PSI)                        | 37.037  | 17,0   | 6     |
| Partito Repubblicano Italiano (PRI)                      | 18.212  | 8,4    | 3     |
| Movimento Sociale Italiano (MSI)                         | 15.184  | 7,0    | 2     |
| Partito Liberale Italiano (PLI)                          | 9.465   | 4,3    | 1     |
| Partito Socialista Italiano di Unità Proletaria (PSIUP)  | 8.301   | 3,8    | 1     |
| Partito Socialista Unitario (PSU)                        | 7.507   | 3,5    | 1     |
| Partito Democratico Italiano di Unità Monarchica (PDIUM) | 2.285   | 1,1    | -     |
| Altri                                                    | 2.492   | 1,1    | -     |
| Totale                                                   | 217.678 | 100,00 | 32    |